# Tennis de table
Vous lisez un « bon article » labellisé en 2010.
« Ping-pong » redirige ici. Pour les autres significations, voir Ping-pong (homonymie).
Le tennis de table, appelé aussi ping-pong, est un sport de raquette opposant deux ou quatre joueurs autour d'une table. Le tennis de table est une activité de loisir, mais c'est également un sport olympique depuis 1988.
Il existe plusieurs dénominations de ce sport à travers le monde : ping pang qiu (乒乓球, pīng pāng qiú, « balle ping-pang »), en république populaire de Chine et république de Chine (Taïwan), ou également en Chine zhuo qiu (桌球, zhuō qiú, « balle de table »), qui se prononce au Japon takkyū (卓球). Le mot ping-pong proviendrait de la marque commerciale sous laquelle le jeu est produit aux États-Unis au début du XXe siècle,. Le terme « ping-pong » est plutôt utilisé pour désigner le jeu de loisirs, alors que « tennis de table » est utilisé pour désigner la pratique sportive. Un pratiquant de ce sport, y compris en compétition, s'appelle un « pongiste ».
L'histoire de ce sport d'origine britannique est marquée par une série d'évolutions techniques (nature des revêtements de raquettes, introduction puis interdiction d'usage de la colle rapide) qui ont conduit à des innovations dans le style de jeu (utilisation de la « prise porte-plume » par les Hongrois puis les Asiatiques) et dans les tactiques employées au plus haut niveau comme l'apparition du topspin dans le courant des années 1970. Le tennis de table moderne permet une grande variété de systèmes de jeu, avec les jeux d'attaque, de contre-initiative à la table ou à mi-distance, et les jeux de défense particulièrement spectaculaires.
Le nombre de pratiquants dans le monde est estimé en 2005 à plus de 260 millions, et la Fédération internationale de tennis de table (ITTF) regroupe plus de 200 nations et 34 millions de licenciés qui se rencontrent à tous les niveaux de compétition, du tournoi de club jusqu'aux championnats du monde en passant par le Pro tour, un ensemble de tournois organisés par l'ITTF se déroulant sur tous les continents et qui concrétise une professionnalisation au plus haut niveau.

## Étymologie et usage
Le terme « ping-pong », bien que banni de la terminologie officielle, est resté très populaire et les joueurs sont toujours appelés des pongistes.
Plusieurs hypothèses sont énoncées au sujet de l'étymologie du terme ping-pong. Néanmoins, l'explication la plus probable de ce mot composé serait une onomatopée dérivée du son de la balle apparue en 1884 en Extrême-Orient, de « ping », bruit du choc de la balle contre la raquette, et « pong », bruit du rebond sur la table. Le terme est devenu une marque déposée par John Jacques de Croydon en 1900 suivant certaines sources ou vers 1891 pour d'autres. En chinois, le caractère utilisés, ping (乒 pīng) et le caractère pang (乓 pāng), sont classés dans les onomatopées, le premier utilisé pour le tir d'arme à feu, le second pour un claquement violent.
Le « tennis de table », terme officiel de ce sport, est associé au tennis joué en miniature sur une table. À ses débuts, le terme tennis en salle était également utilisé.

## Historique

### Origines: débuts en Angleterre

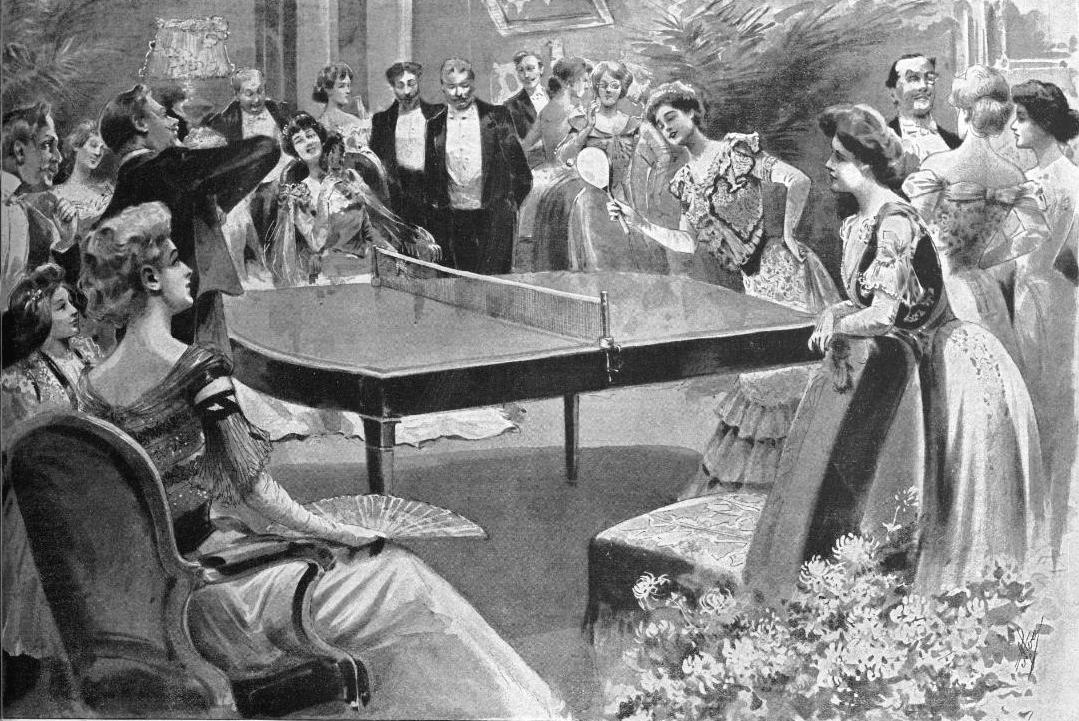
Partie de tennis de table mondaine en 1901.

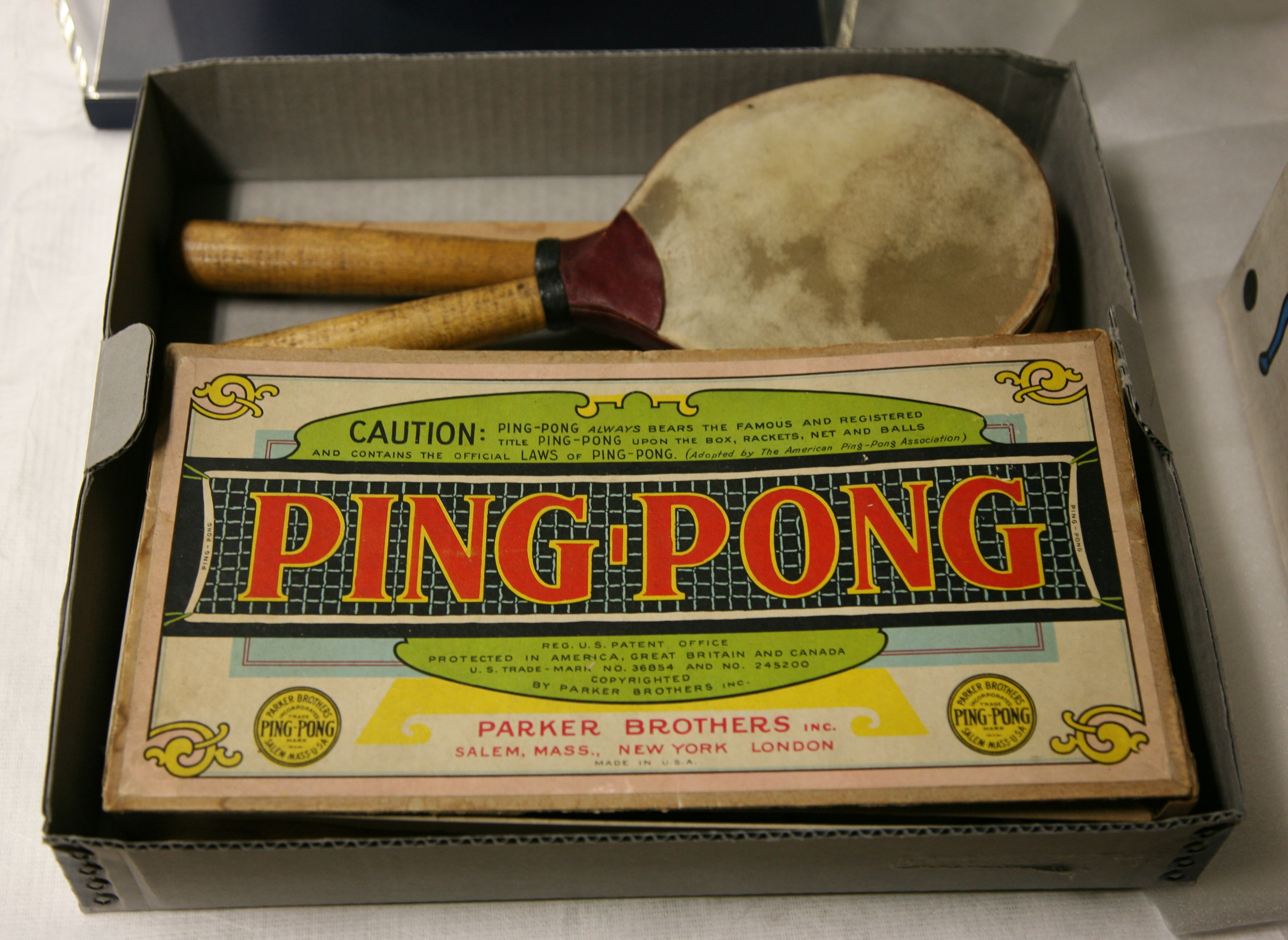
Boite du jeu de « ping-pong » original des frères Parker.

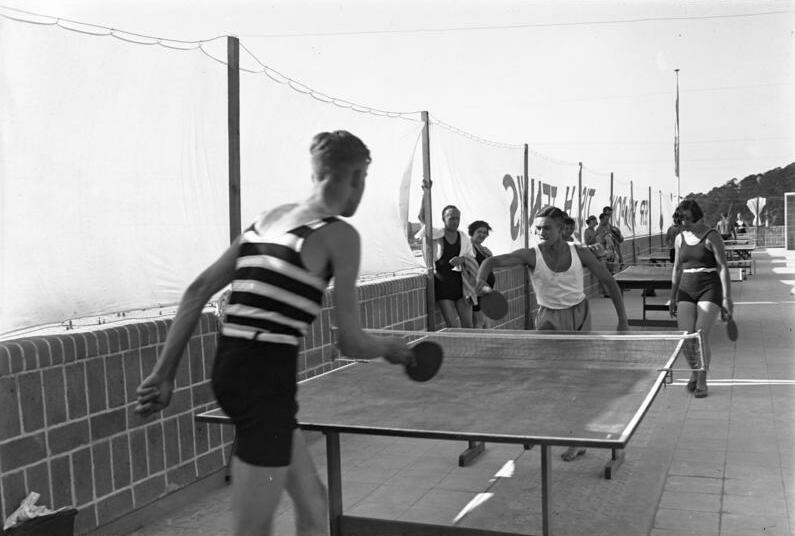
Tennis de table à Berlin en 1930.

Le tennis de table trouve ses origines dans l'Angleterre de la fin du XIXe siècle. L'histoire la plus répandue sur la création du tennis de table est qu'au cours d'un dîner, des notables de la société victorienne discutant de tennis ont voulu montrer quelques schémas de jeu sur la table. Ils se sont alors servis d'un bouchon de champagne en guise de balle, des boites à cigares pour les raquettes et des livres pour le filet.
Sa popularité croissante incite des fabricants de jeux à vendre des équipements. En 1890, l'Anglais David Foster introduit le tout premier jeu de tennis sur une table, suivi par Jacques Gossima en 1891. Les premiers championnats nationaux sont organisés en Hongrie en 1897.
D'après d'autres sources, ce serait l'Anglais John Jaques qui en 1901 invente le Ping Pong, ce qui conduit son entreprise familiale à produire des équipements. Ce nouveau jeu est appelé à l'époque gossima.
Le tennis de table aurait été introduit en Chine, à Tianjin, dans les concessions européennes, dès 1901[réf. souhaitée].
En 1901, James Gibb, un Anglais passionné par ce jeu, rapporte d'un voyage aux États-Unis une balle en celluloïd, plus légère que les balles en caoutchouc utilisées précédemment. En 1902, E.C. Gould, autre Britannique, introduit pour la première fois des raquettes recouvertes de caoutchouc et de picots caoutchoutés. Un magazine consacré au tennis de table parait brièvement en 1902.
Avec la popularité grandissante du tennis de table, de nombreux tournois sont organisés. Les premiers matchs publics se disputent au Queen's Hall de Londres et un championnat du monde officiel a lieu en 1902, la même année que la création de l'English Table Tennis, la fédération britannique de tennis de table. La discipline connaît à ce moment une montée de sa popularité en Allemagne, les premiers Championnats d'Europe ont lieu en 1907. Mais les activités sportives passent au second plan durant la Première Guerre mondiale.

### Mise en place des structures
En 1921, la Table Tennis Association (« Association de tennis de table ») est créée en Angleterre, suivie par une fédération internationale, l'« International Table Tennis Federation » (ITTF) en 1926, dont le premier président est le britannique Ivor Montagu. Les premiers championnats du monde ont lieu à Londres en 1926. La fédération groupe alors l'Angleterre, la Hongrie, l'Autriche, l'Allemagne, la Tchécoslovaquie et la Suède. Le premier champion du monde est le Hongrois Roland Jacobi et la première lauréate du championnat féminin est Maria Mednyanszky.
À cette période, il n'est pas rare que des champions de tennis pratiquent aussi le tennis de table en compétition, comme le britannique Fred Perry qui gagne plusieurs tournois du grand chelem de tennis et est champion du monde de tennis de table en 1929. Ann Haydon-Jones remporte également sept titres du grand chelem de tennis dont trois en simple et est trois fois vice-championne du monde en tennis de table.
La fédération française de tennis de table (FFTT) est créée en mars 1927, et les premiers français participeront, timidement, au championnat du monde de 1929 à Budapest. La section tennis de table UFOLEP a aussi fortement participé, par la suite, au développement de ce sport en France.[réf. nécessaire]
La fédération autrichienne de tennis de table a été créée en 1930.
Viktor Barna, Hongrois naturalisé Britannique arrivé en France en 1931, est pour beaucoup dans l'essor que le tennis de table connait à cette époque.
Fin 1940, la FFTT est interdite par le régime de Vichy selon son idéologie de révolution nationale et est fusionnée en 1941 avec celle du tennis. Le tennis de table n'a jamais été réellement interdit en Union soviétique, mais il a été en grande partie abandonné après l'émergence, au début des années 1930, d'une théorie selon laquelle il était nocif pour la vue, et ce n’est qu'en 1945 qu'il a commencé à regagner en popularité.
Parmi les grands champions des débuts de l'histoire du tennis de table figure l'Austro-Britannique Richard Bergmann, un des plus grands défenseurs, sacré champion du monde en 1937, 1939, 1948 et 1950. Un joueur emblématique de cette époque est le Franco-Polonais Alojzy Ehrlich, 3 fois vice-champion du Monde, ou l'américain Marty Reisman resté fidèle aux raquettes sans mousse.
Parmi les grandes joueuses, on peut citer la Roumaine Angelica Rozeanu, au palmarès impressionnant : 12 fois championne du monde en simples et en doubles, dont 6 de suite en simples dames (de 1950 à 1955), 5 fois championne du monde par équipes, 2 fois championne d'Europe en doubles dames. Elle fut internationale de 1936 à 1960.

### Domination des pays de l'est et essor en Asie
Le tennis de table est dominé par les pays de l'est de l'Europe dans les années 1930, en particulier les Hongrois avec des joueurs comme Viktor Barna ou Miklos Szabados, puis par les Japonais dans les années 1950, ce qui s'est concrétisé par leur domination lors des Championnats du monde par équipes de tennis de table entre 1954 et 1959.
Les Japonais innovent en introduisant la mousse, qui permet des effets jusque-là inédits avec les raquettes classiques. La suprématie chinoise commence dans les années 1960, seulement interrompue par les Hongrois comme Tibor Klampar en 1979 et surtout les Suédois dans les années 1990 avec Jan-Ove Waldner et Jörgen Persson en particulier. Chez les femmes la roumaine Angelica Rozeanu domine la spécialité en remportant six titres consécutifs entre 1950 et 1955, record inégalé à ce jour. Entre 1952 et 1957, les Japonais fournissent plusieurs champions du monde dont le premier est Hiroji Satō, et réalisent même le podium parfait (les quatre demi-finalistes étant japonais) en 1956 à Tokyo. Les années 1960 voient apparaitre une première vague de champions chinois dont Zhuang Zedong, triple champion du monde en 1961, 1963 et 1965, impliqué dans la diplomatie du ping-pong qui a contribué à l'amélioration des relations sino-américaines à cette période.
En 1977, une évolution importante se produit, avec l'utilisation pour la première fois lors des championnats du monde de Birmingham du service lancé, appelé d'ailleurs « service chinois » : le service devient un élément tactique essentiel alors qu'il n'est auparavant le plus souvent qu'une mise en jeu. C'est d'ailleurs lors de ces championnats du monde que la paire française Jacques Secrétin/Claude Bergeret emmenée par l'entraineur national Pierre Grandjean bat la paire japonaise en double mixte, et offre à la France son 1er titre de Champion du Monde, le titre en simple étant remporté par le japonais Mitsuru Kōno.
À cette période se produit aussi la révolution de la colle : les Yougoslaves et les Hongrois commencent à utiliser de la colle avec solvants pour les revêtements appelée « colle rapide », ce qui procure une vitesse plus importante à la balle et raccourcit la durée des échanges. Par la suite les Hongrois dominent la discipline, avec István Jonyer qui introduit la technique du topspin, et Tibor Klampár qui est parmi les premiers à utiliser la colle rapide. Ce type de colle est interdite en 2008, à cause des effets nocifs des solvants.
L'histoire du tennis de table peut être vue comme une succession d'avancées techniques (apparition du topspin, améliorations du matériel, méthodes d'entraînements, etc.) et de réajustements des règlements (règle d'accélération, passage aux sets de 11 points, règle du service le rendant plus lisible, augmentation de la taille de la balle, interdiction de la colle, etc.)

### L'école suédoise

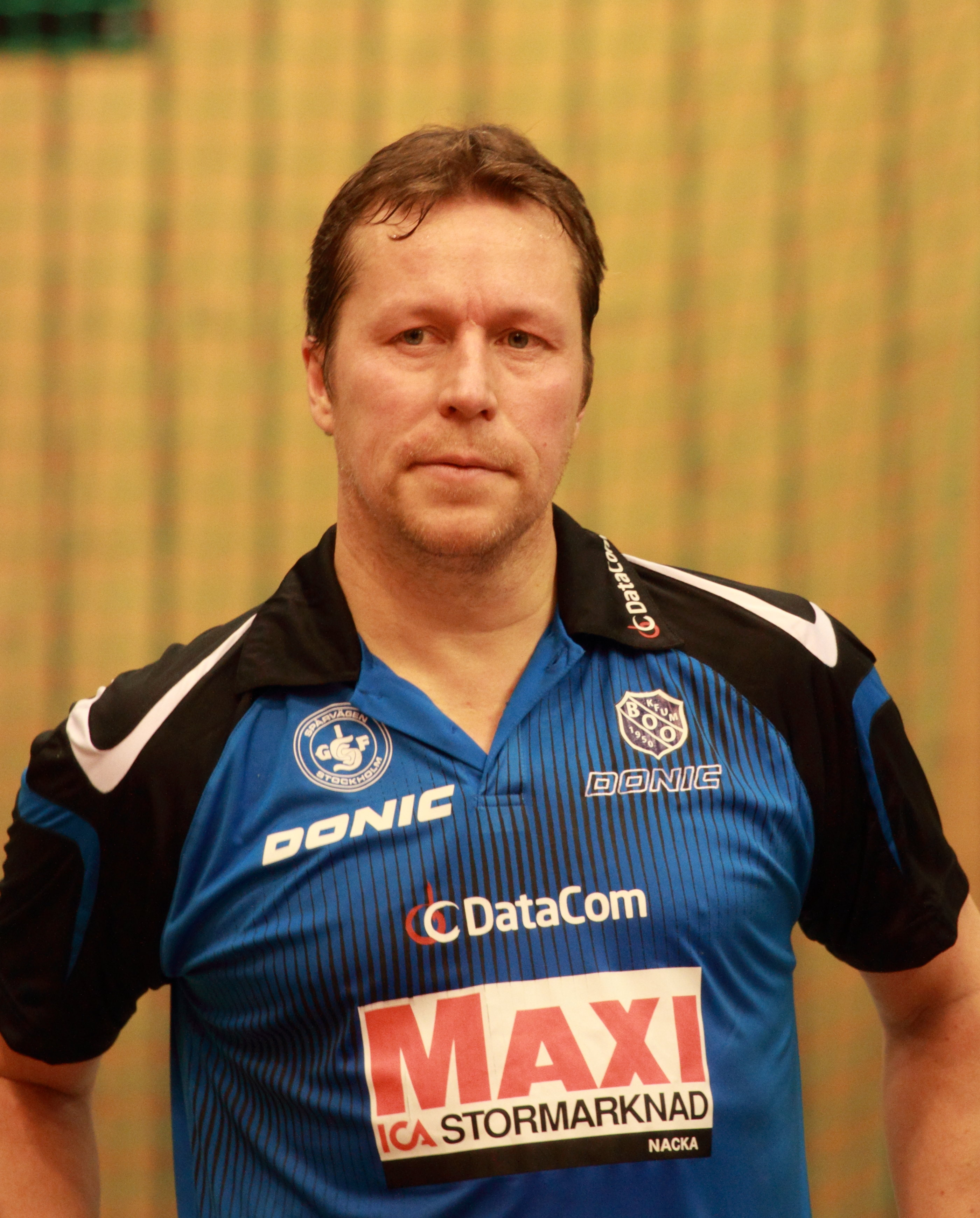
Jan-Ove Waldner.

L'équipe de Suède, emmenée par Jan-Ove Waldner, Jörgen Persson et Mikael Appelgren, remporte les championnats du monde par équipes en 1989 à Dortmund devant la république populaire de Chine, ainsi qu'en 1991 à Chiba et en 1993 à Göteborg, et une dernière fois en 2000 à Kuala Lumpur, intermède dans la domination chinoise qui ne s'est pas démentie depuis. L'école suédoise innove dans les méthodes d'entraînement, produisant des joueurs comme Truls Moregard, Stellan Bengtsson, champion du monde en 1971, Peter Karlsson, champion d'Europe ou Erik Lindh, médaillé olympique.

### Reconnaissance olympique
Le tennis de table est devenu un sport olympique en 1988 à Séoul, et voit les premières médailles d'or attribuées au Coréen Yoo Nam-kyu et à la Chinoise Chen Jing, la Chine remportant le double messieurs, la Corée du Sud le double dames.
En 1992, c'est le suédois Jan-Ove Waldner qui s'est imposé devant le français Gatien. La discipline s'est professionnalisée avec l'apparition du Pro Tour en 1996, et est dominée par les Asiatiques depuis 1995, avec comme représentant emblématique Wang Liqin, qui est une véritable star dans son pays, triple champion du monde en simple et longtemps numéro 1 mondial. L'histoire du tennis de table actuel compte des champions européens comme le Belge Jean-Michel Saive, le Croate Zoran Primorac, l'Allemand Timo Boll, le Biélorusse Vladimir Samsonov, l'Autrichien Werner Schlager, champion du monde en 2003 ou encore le Danois Michael Maze, champion d'Europe en titre. Le tennis de table est dominé au niveau mondial par les Asiatiques, dont le Coréen Ryu Seung-min, mais surtout par les Chinois Ma Lin, Wang Liqin, Wang Hao, Ma Long no 1 en 2010, ou Zhang Jike champion du monde en 2011 et en 2013 à Paris, champion olympique en 2012 à Londres, et Wang Nan ou Zhang Yining chez les femmes.
Il y a régulièrement cinq ou six Chinois dans les dix premiers mondiaux, aussi bien chez les hommes que chez les femmes, ce qui concrétise la domination des Chinois dans ce sport depuis la fin du XXe siècle. En 2024 on trouve en  tête du classement mondial masculin Fan Zhendong, Wang Chuqin et Ma Long, et cinq chinoises aux cinq premières places. La Chine a remporté 37 médailles d'or sur les 42 attribuées aux Jeux Olympiques entre 1988 et 2024.

## Règlement

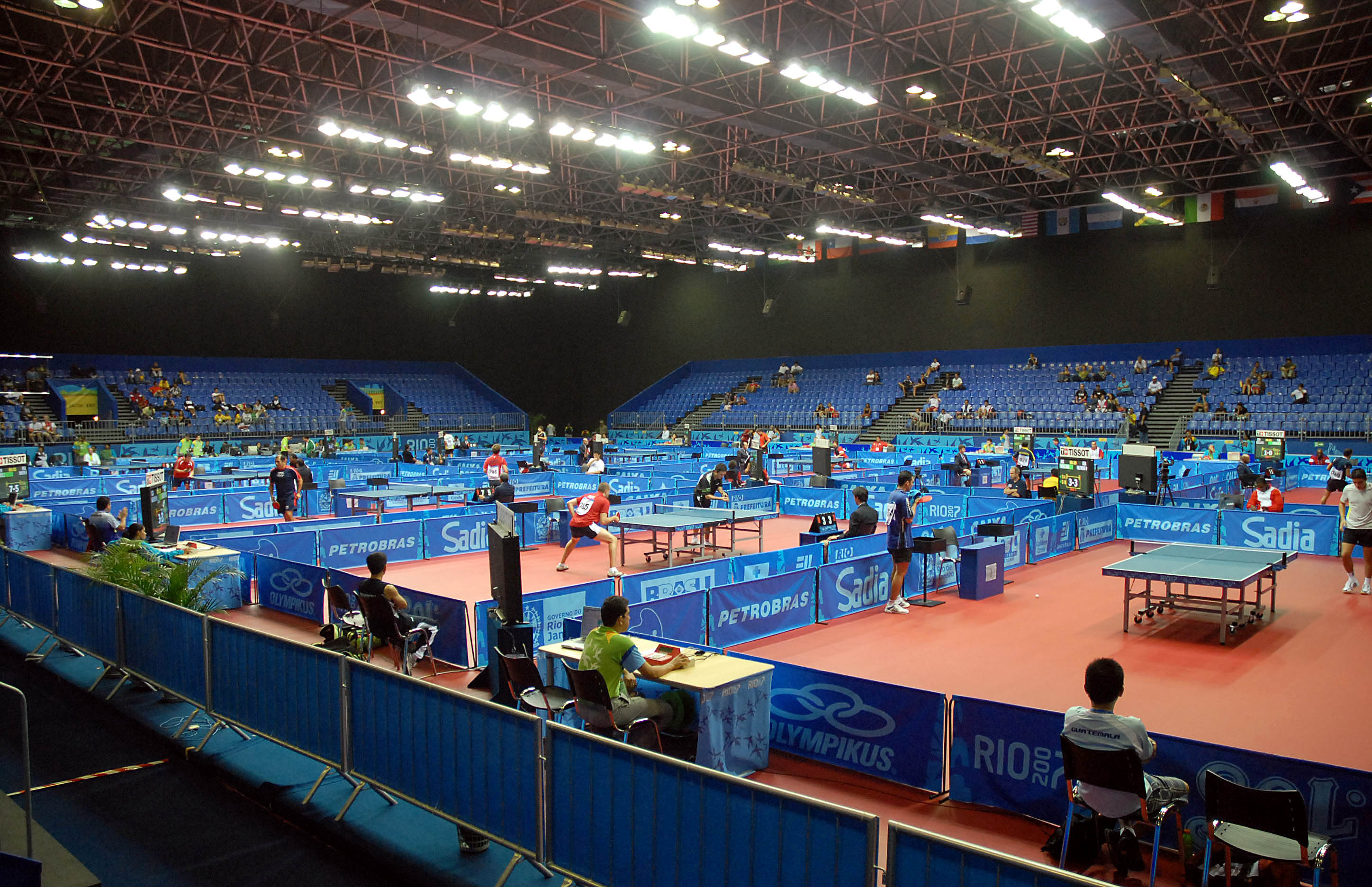
Une compétition officielle de tennis de table au Brésil en 2007.

Le tennis de table se joue sur une table séparée au milieu par un filet. Chaque joueur est équipé d'une raquette.
Le but de chaque joueur est de renvoyer la balle avec sa raquette sur la moitié adverse de la table afin de gagner la partie.

### Déroulement d'une partie

#### Avant la partie
Avant d'entamer la partie, les deux joueurs commencent par une période d'adaptation de deux minutes maximum. Cette période est faite d'échanges libres, sans comptage de points pour permettre aux deux adversaires de prendre en compte tous les paramètres comme l'éclairage ou le rebond de la balle sur la table.
Cette période permet aussi de « tester » l'adversaire pour évaluer ses forces et faiblesses, et les caractéristiques de sa raquette en particulier.

#### Nombre de manches
Une partie de tennis de table se déroule généralement en trois ou quatre manches gagnantes (dit parfois improprement « set »). Chaque manche est composée d'une série d'échanges.
Un échange débute par une mise en jeu, aussi appelé « service » et se clôt lorsqu'un joueur marque le point.
Une manche est gagnée par le premier joueur qui marque 11 points, avec au moins 2 points d'avance sur son adversaire (Exemple : 11-9, 11-3 etc.). Dans le cas où un joueur n'a qu'un point d'avance, la manche continue jusqu'à qu'il y ait 2 points d'écarts. (Exemple : 12-10, 15-13 etc.)
Le premier joueur qui a gagné le nombre de manches requises est déclaré vainqueur de la partie. Dans le cas de 3 manches gagnantes, les joueurs peuvent donc jouer jusqu'à 5 manches. Pour quatre manches gagnantes, ils peuvent avoir à jouer jusqu'à sept manches.

#### Distribution du service
Le premier joueur à servir est déterminé par tirage au sort.
Au cours d'une manche, les adversaires alternent une série de deux services chacun tant que le score de 10-10 n'est pas atteint. Au-delà, l'alternance se fait à chaque échange.
À la fin de chaque manche, les joueurs changent de côté, et le premier service de la manche est donné à celui qui n'a pas fait le premier service de la manche précédente. En conséquence, tout au long d'une partie, le premier service d'une manche est toujours du même côté de la table.

#### La «belle»
Quand les joueurs sont à égalité avant d'avoir atteint le nombre de manches gagnantes (par exemple dans un jeu en trois manches gagnantes, chacun a gagné 2 manches), la dernière manche va servir à désigner le vainqueur. C'est pourquoi on l'appelle couramment la « belle ». Elle possède une règle particulière : les joueurs changent de côté de table dès que le premier d'entre eux a gagné 5 points. Après ce changement, la partie continue normalement.

#### Règle d'accélération
Si une manche dure plus de dix minutes de jeu effectif et qu'un total de 18 points ou plus (c'est-à-dire 9-9 ou 10-8) n'a pas été marqué, alors on applique la règle suivante : chacun sert alors à son tour, et le relanceur gagne le point s'il remet treize fois de manière régulière la balle sur la table.
Cette règle limite de facto la durée d'un échange, en incitant le serveur à prendre des risques.

### Marquer un point
Un point est marqué par un joueur, si son adversaire:
- ne renvoie pas la balle ;
- laisse rebondir la balle plus d'une fois sur sa demi-table ;
- empêche la balle de rebondir sur sa propre demi-table (obstruction) ;
- renvoie la balle qui touche un obstacle avant de toucher la demi-table adverse (sauf les poteaux du filet) ;
- renvoie la balle autrement qu'avec la raquette ou la main qui tient la raquette ;
- renvoie la balle en dehors de la demi-table du joueur ;

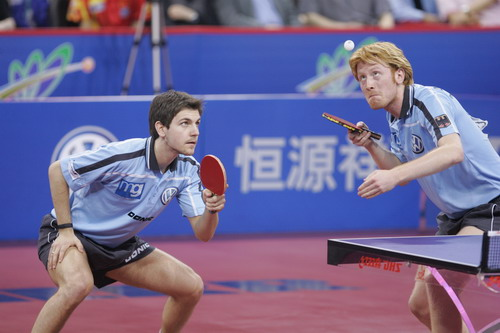
Timo Boll et Christian Süss en double en 2005.

Ou dans les autres cas plus rares suivants  :
- l'adversaire touche la surface de la table avec la main qui ne tient pas la raquette ;
- l'adversaire fait bouger la table pendant le point ;
- l'adversaire touche le filet ;
- la raquette de l'adversaire touche la balle plus d'une fois de manière intentionnelle ;
- la balle est remise avec une raquette que l'adversaire ne tenait plus en main ;
- l'arbitre juge que le service n'est pas régulier.

Les cas suivants ne sont pas des fautes :
- un joueur, qu'il soit droitier ou gaucher, peut passer la raquette à son autre main en cours de jeu ;
- en cas d'effet "rétro" de la part d'un joueur, la balle revenant sur sa partie de table sans encore la toucher, son adversaire peut dépasser le filet et frapper la balle pour marquer le point. Il est interdit de lui faire obstruction dans ce cas ;
- la balle peut aussi contourner le filet sur les côtés ou même en dessous sur les côtés ;
- dans le cas où la balle est rattrapée en dehors de la table alors qu'elle n'avait pas touché celle-ci, le point est perdu par le joueur qui a envoyé la balle hors de la table.

### Effectuer un service
Pour qu'un service soit réglementaire, il doit respecter les règles suivantes : 

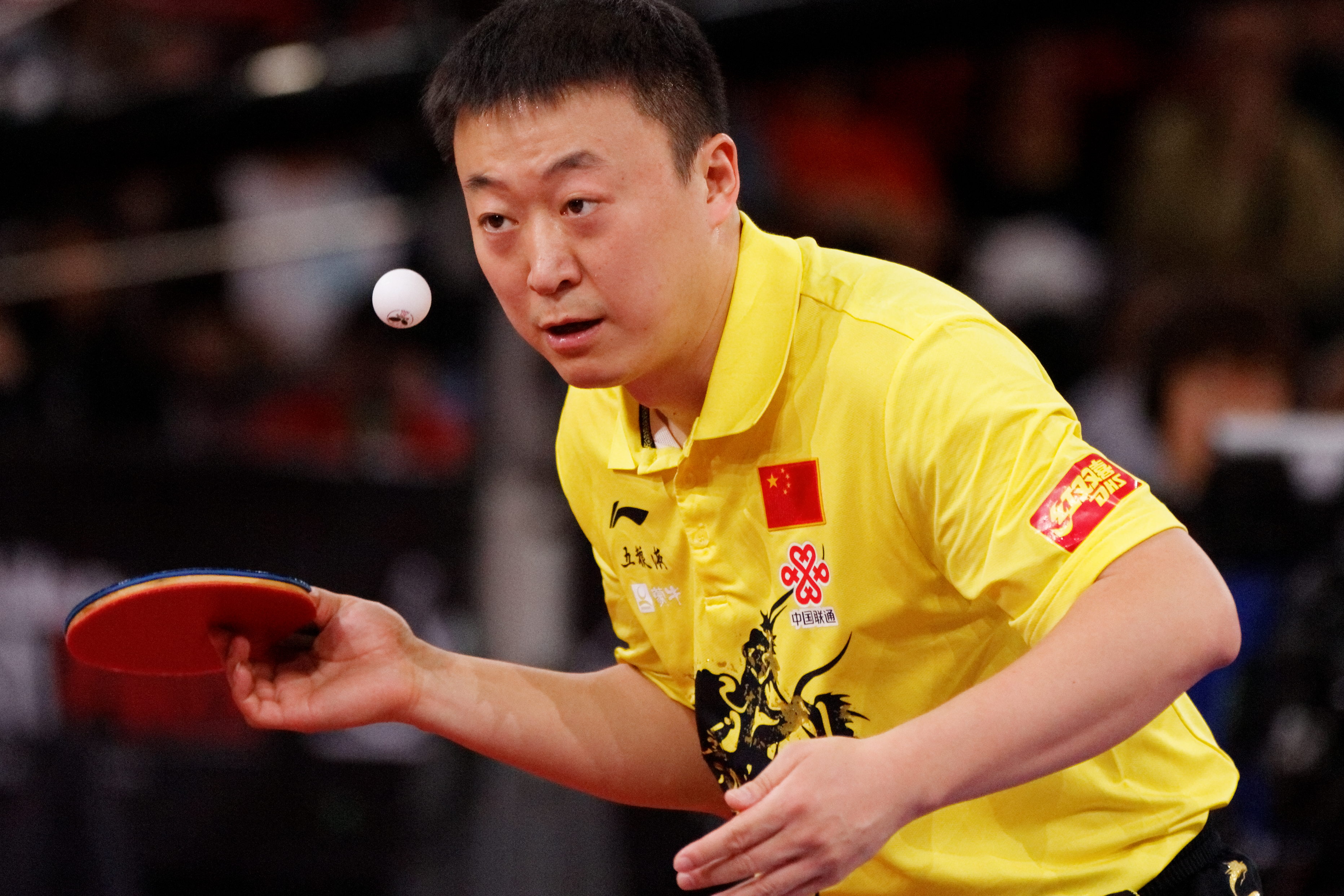
Le Chinois Ma Lin au service.

Au début du service, la balle doit reposer sur la paume de la main du serveur, qui doit être immobile et ouverte. Ensuite, la balle doit être lancée verticalement vers le haut et sans effet, à une hauteur de 16 cm (6 pouces) minimum. Enfin elle doit être frappée dans sa phase descendante avec sa raquette de manière qu'elle rebondisse une fois sur sa surface puis, sans toucher le filet, rebondisse au moins une fois sur la surface adverse.
Depuis le début du service et jusqu’au moment où la raquette du joueur frappe la balle, la balle doit être au-dessus du niveau de la surface de jeu et derrière la ligne de fond du camp du joueur exécutant le service et elle ne doit être cachée par aucune partie du corps ou vêtement du joueur ou de son coéquipier en double, le joueur doit en particulier retirer immédiatement le bras lançant la balle. Le joueur doit faire en sorte que l'arbitre puisse vérifier que le service est régulier.
Si un service est correct mais que la balle a touché le filet, le service est à remettre. On dit alors traditionnellement « net » ou « let », mais le terme officiel en France est : « balle à remettre ». Si la balle sort après avoir touché le filet, elle n'est pas à remettre, mais le point est perdu pour le serveur. Le nombre de « net » possibles à la suite est illimité.
En cas d'incapacité physique, l'arbitre peut autoriser le joueur à servir sans respecter totalement ces points de règlement concernant le service. C'est le cas de joueurs ayant perdu l'usage d'un bras et pouvant réaliser un service avec une seule main.

### Cas du jeu en double

Diagonale du service en double (table vue du dessus).

Dans le jeu en double, 2 équipes de 2 joueurs s'affrontent.
Chacun des joueurs doit renvoyer la balle à tour de rôle, sinon le point est perdu.
Le service s'effectue systématiquement dans la même diagonale, le 1er rebond devant avoir lieu dans la partie droite de la table. Une fois effectués ses deux services, le joueur laisse la place de relanceur à son partenaire.

### Comportement des joueurs
En cas de comportement inacceptable de la part d'un joueur (langage inconvenant, coup sur la table, coup de pied, etc.), l'arbitre peut l'avertir (carton jaune), et en cas de récidive le pénaliser d'un point (carton jaune plus rouge), puis de deux points (carton jaune plus rouge), et le juge arbitre peut aller jusqu'à le disqualifier (carton rouge). Seul le juge arbitre est habilité à pénaliser d'un carton rouge. En cas de perturbation (bruit gênant, deuxième balle faisant irruption dans l'aire de jeu, etc.), l'arbitre peut interrompre un échange. Si un joueur s'exprime bruyamment au cours d'un échange (cri, réflexion, etc.) l'arbitre peut ainsi remettre le point et/ou avertir le joueur, selon la gravité du comportement.

### Évolutions du règlement
En 1948, la règle d'accélération a été instituée. Cette règle est née à la suite de parties qui duraient plusieurs heures, notamment quand deux adversaires utilisaient le même style de jeu défensif. Les joueuses Ruth Aarons et Gertrude Pritzi se sont trouvées dans ce cas de figure lors de la finale des championnats du monde 1937 qui n'a pu les départager. La partie qui vit s'affronter le Français Michel Haguenauer et le Roumain Marin Goldberger, ayant duré plus de sept heures et demie, est un autre exemple. Actuellement, à la vitesse où vont les échanges, cette règle a rarement besoin d'être appliquée. Elle a tout de même été mise en œuvre par exemple lors de la finale du championnat de France 2009 en simple dames, en seizièmes de finale des Jeux olympiques de Rio en 2016 entre la Française Li Xue et la Néerlandaise Li Jie ou encore en 2018, lors de la finale des Championnats d'Europe Individuels féminins, dans le match opposant la Polonaise Li Qian à l'Ukrainienne Margaryta Pesotska.
En 1995, la règle du « touch » a été abolie. Cette règle consistait à accorder un point à l'adversaire si on touchait la balle ayant dépassé la ligne de fond avec la raquette ou la main qui la tenait.
En 2000, la balle est passée de 38 à 40 millimètres de diamètre. L'intérêt de cette modification est de ralentir la balle et de rendre les échanges plus faciles à suivre.
En 2001, le nombre de points nécessaires pour remporter une manche est passé de 21 points à 11 points. Il est toujours nécessaire d'avoir deux points d'avance pour gagner la manche, mais le service change de côté tous les deux points au lieu de cinq auparavant. Dans les compétitions de niveau national, trois manches deviennent nécessaires pour gagner le match, contre deux manches en vingt-et-un points jusqu'alors. Au niveau international, quatre manches deviennent nécessaires au lieu de trois en vingt-et-un points jusqu'alors. Cette modification permet de rendre tous les points importants, même les premiers, ce qui rend le jeu plus attrayant à suivre. Elle rend également l'issue des matchs un peu plus incertaine, puisque cela laisse moins de temps pour entrer dans chaque set et que chaque point perdu peut s'avérer important.
En 2003, les règles du service sont complétées par l'interdiction de masquer la balle pendant le service, le bras qui lance la balle devant ainsi être complètement enlevé. Auparavant il était en effet possible de masquer la balle et son impact avec la raquette avec le bras ne tenant pas la raquette. Il est alors difficile pour un spectateur non averti de comprendre pourquoi le relanceur n'arrive même pas à remettre le service sur la table. L'intérêt de cette modification est donc de rendre les services plus clairs, y compris pour les spectateurs, et de favoriser un jeu basé sur des échanges plutôt que sur une bonne maîtrise de services surprenants.
Depuis septembre 2008, la colle avec solvants organiques volatils (SOV) est interdite. La liste des revêtements autorisés a également été revue : en particulier certains picots longs ne sont plus homologués.
En 2014, la balle en PVC (ou balle en plastique) a fait son apparition, remplaçant la balle en celluloïd, au niveau mondial et ensuite dans les divisions inférieures. Son rebond est plus haut et elle émet un son plus aigu. Les effets en sont aussi affectés, réduisant un peu leur efficacité.

## Évolution de l'arbitrage
L'assistance vidéo à l'arbitrage est introduite en 2025, en particulier pour juger de la régularité des services (vérification que l'angle du lancer de balle ne dépasse pas 30°, que la balle est lancée à au moins 16 cm et n'est pas masquée), et pour les cas litigieux de services à remettre ou de balles ayant touché les arrêtes ou le bord de la table. Le système est appelé « Table Tennis Review » (TTR). Ce système avait été testé lors de la coupe du monde à Macao et utilisé lors des championnats du monde 2025. Chaque joueur dispose de deux challenges pour lui permettre de contester une décision d'arbitrage.

## Matériel et lieu de pratique

### Salle

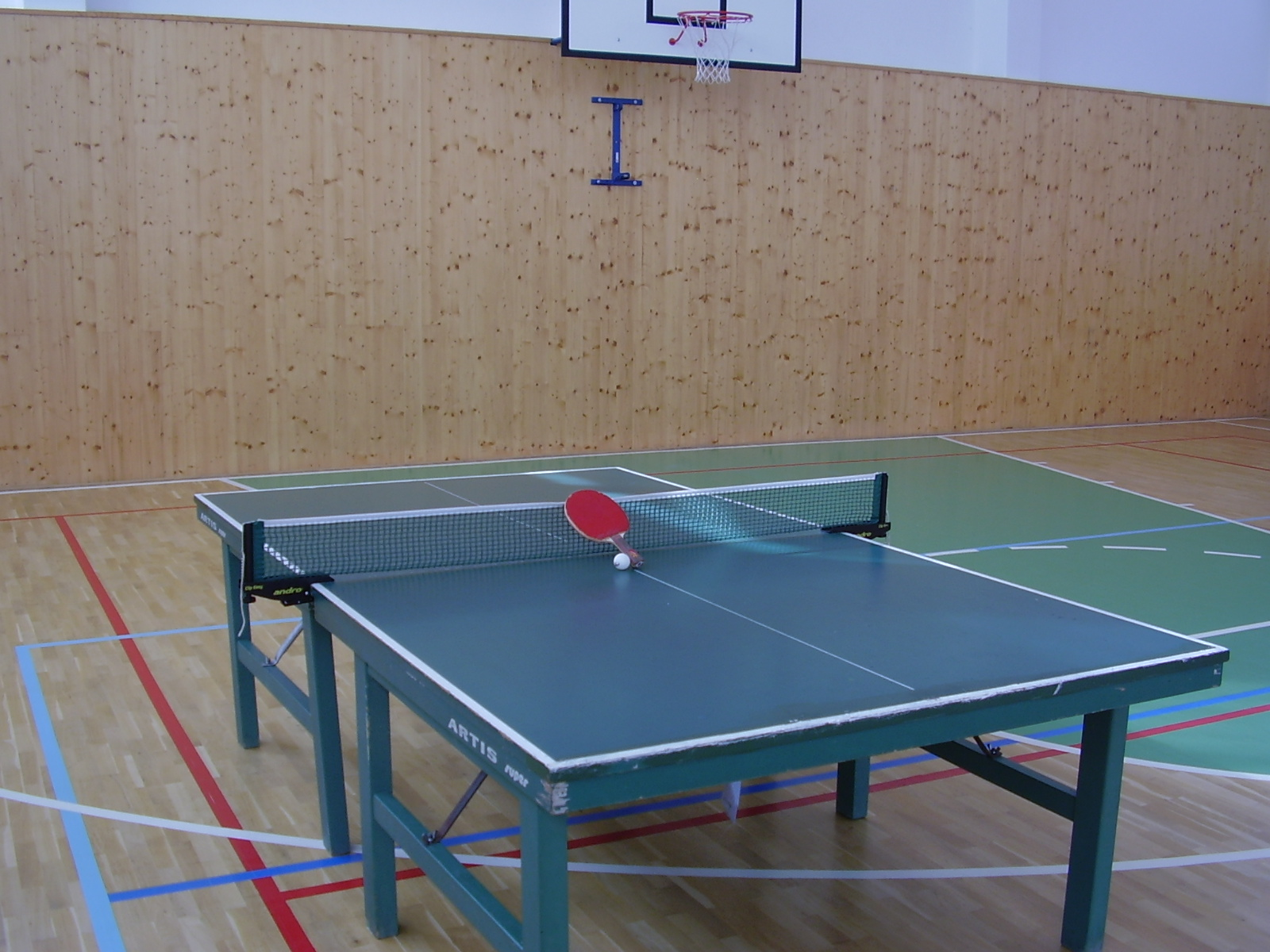
Table, raquette et balle de tennis de table dans une salle multisports.

Le sol doit être plat, c'est-à-dire sans bosses ou creux, et horizontal, il doit être bien fixé et non glissant. Il peut être manufacturé, collé ou en parquet; le parquet est accepté, mais est déconseillé car il peut être glissant. Les matériaux tels que le dallage, le carrelage, le linoléum, le béton, le bitume, l’enrobé, le ciment ainsi que les revêtements pelliculaires sans couche d’absorption des chocs, sont à éviter.
La hauteur sans obstacle (luminaires, poutres, etc.) doit être de 4,5 mètres minimum ou de 5 mètres pour les championnats du monde ou d'Europe. L'éclairage et la température de la salle doivent être corrects : au moins 1 000 lux sur toute la surface de la table pour les championnats du monde et les jeux olympiques, 600 lux pour les autres compétitions. L'aire de jeu doit mesurer au minimum 12 × 6 m ou 14 × 7 m pour les Championnats du monde ou d'Europe.
Les murs doivent être recouverts d'une teinte pastel, mate et uniforme sur au moins trois mètres de hauteur.

### Matériel collectif

#### Table de jeu
Une table de compétition est rectangulaire, plane et horizontale. Elle mesure 2,74 mètres de long sur 1,525 mètre de large et le côté supérieur est situé à 76 cm au-dessus du sol. La surface de jeu, appelée « plateau », est de couleur foncée et mate, généralement bleue ou vert foncé (plus généralement bleue aujourd'hui). Elle est entourée sur tous les bords par une bande blanche peinte de deux centimètres de large, appelée « ligne de fond » sur les bords les plus courts de la table, et « ligne de côté » pour les deux autres côtés. Elle est divisée en deux camps identiques par un filet de 15,25 centimètres de haut, débordant de chaque côté. Chaque demi-table est elle-même divisée en deux par une mince bande blanche de trois millimètres, qui ne sert qu'au service dans le cas du jeu en double.

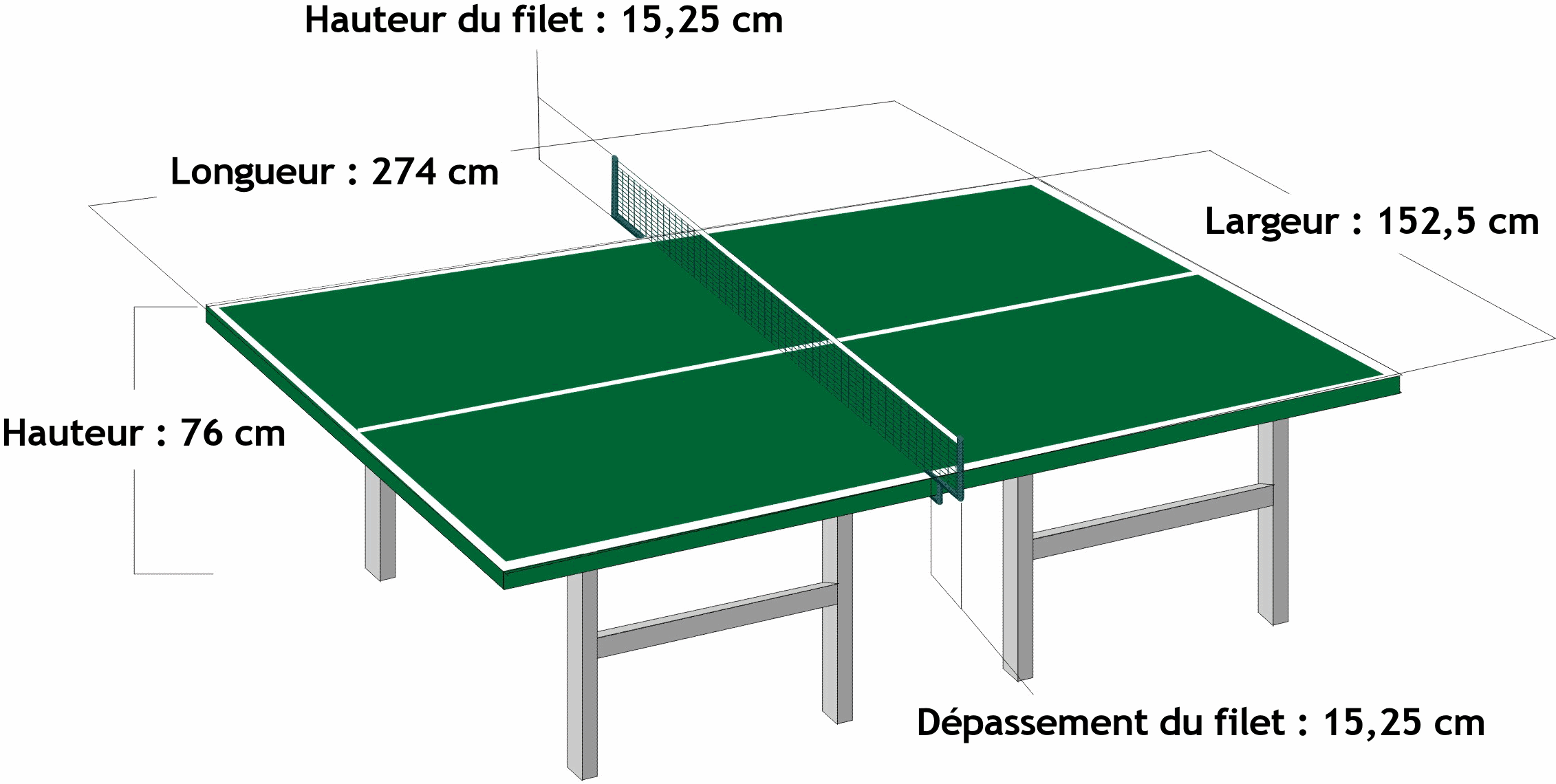
Dimensions de la table de tennis de table.

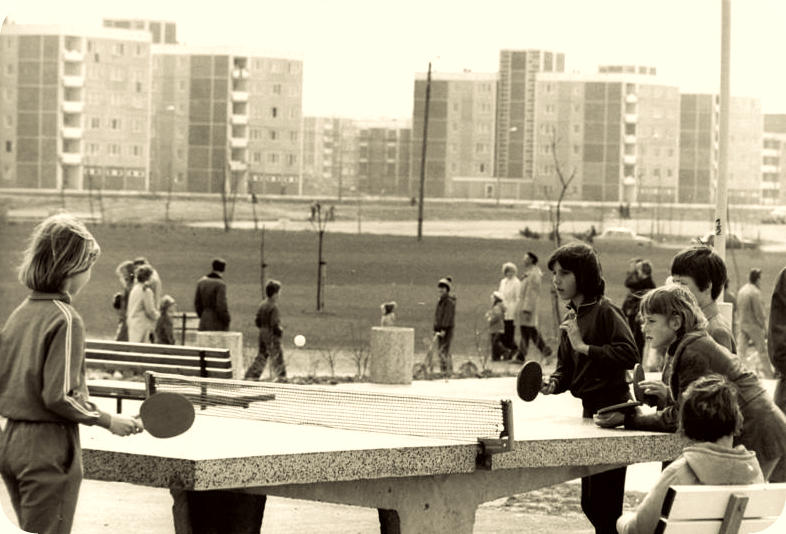
Table d'extérieur en béton en Allemagne.

Pour les compétitions, la table doit être agréée en tant que telle. Dans ce cas, la mention « agréé » ou le logo « ITTF » sont indiqués sur les grands côtés de la table. La publicité éventuelle au niveau de la table, du filet ou des séparations est strictement règlementée.
Les tables non agréées pour la compétition sont appelées « tables de loisir ». Elles ont souvent la dimension et la hauteur des tables réglementaires, mais elles sont moins chères car de moins bonne qualité : les piétements sont plus fragiles, le plateau est moins plan et moins épais, le bois est moins dense (la balle rebondit moins bien), les renforts sont faibles ou inexistants. En contrepartie, elles sont parfois en matière peu sensible aux intempéries (acier inoxydable par exemple), ce qui permet de jouer en extérieur ; on parle alors de table « tous temps ». Dans les écoles et les ensembles urbains, on trouve aussi des tables en béton avec « filet » en béton ou en métal.
Il existe aussi des tables de petites dimensions dont on peut régler la hauteur, utilisées pour l'apprentissage du tennis de table aux jeunes enfants.

#### Balle

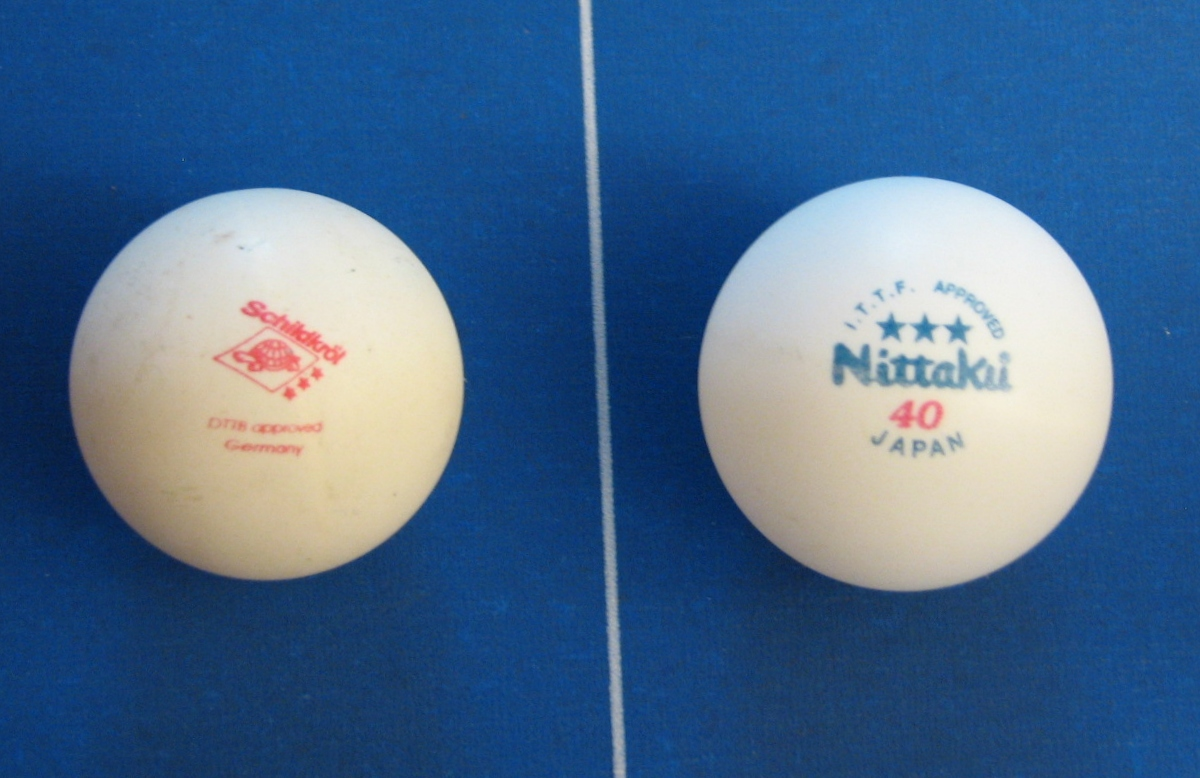
Balles de 38 mm de marque Schildkröt, et de 40 mm de marque Nittaku.

C'est une sphère en celluloïd, ou autre matière plastique (polypropylène) aux propriétés voisines, de couleur orange ou blanche en compétition, elle pèse 2,7 g et a un diamètre de 40 mm (avant 2000, le diamètre de la balle était de 38 mm). La balle doit respecter certaines conditions de rebond : lâchée de 30 cm au-dessus de la table, elle doit rebondir d'au moins 23 cm.
Lors des compétitions officielles, les joueurs jouent avec des balles de catégorie « trois étoiles ». Ces balles sont de meilleure qualité, c'est-à-dire plus rondes et plus dures, elles sont également plus fragiles et plus chères que les balles ordinaires. Pour le loisir ou les séances d'entraînement, les joueurs utilisent des balles beaucoup moins chères, codifiées 2 étoiles, 1 étoile ou sans étoile.
Malgré sa minceur (visible lorsqu'elle est déchirée), la balle apparaît très rigide. Il s'agit d'une propriété mécanique générale des surfaces courbes, appelées coques. C'est aussi le cas de la coque de certains fruits ou de la coquille des œufs ou des mollusques.
Le président de l'ITTF, Adham Sharara, a souhaité trouver une alternative au celluloïd pour la fabrication des balles, en raison de la présence de solvants dangereux pour la santé et hautement inflammables. Les compétitions internationales utilisent les nouvelles balles en plastique depuis le 1er juillet 2014, une des premières compétitions concernées étant le championnat d'Europe qui s'est déroulé au Portugal en septembre 2014. Deux types de balles en plastique existent: avec ou sans jointure. Désormais tous les principaux fabricants fournissent des balles plastiques agréés par l'ITTF.

#### Autres éléments du matériel collectif
Des séparations, d'une hauteur uniforme d'environ 75 cm entourent l'aire de jeu ou séparent les aires de jeu quand il y en a plusieurs. Ces petits « murs » sont très légers : un arceau de métal creux soutient une bâche plastique arrivant au ras du sol. Les séparations gardent les balles dans l'aire de jeu, pour limiter le déplacement et éviter qu'elles perturbent le déroulement d'un autre match. Sur ces séparations, les joueurs peuvent mettre une serviette pour s'essuyer le visage mais ne sont pas autorisés à mettre de quoi boire et manger.
Le marqueur est un panneau composé de deux séries de chiffres, de 1 à 25 en général, utilisé par l'arbitre pour afficher le score de chaque joueur et le nombre de manches gagnées au cours d'un match. Une table d'arbitrage est utilisée pour poser le marqueur. La table est positionnée sur un des côtés de la table de jeu, face au filet et à environ 1 m d'écart de celui-ci. Dans les rencontres officielles, une feuille de match récapitule tous les matches et les résultats obtenus lors d'une rencontre entre deux équipes.
Une pige permet de vérifier que le filet est à la hauteur réglementaire de 15,25 cm et que les revêtements sur les raquettes ne dépassent pas le maximum autorisé de 4 mm pour la mousse et le caoutchouc.

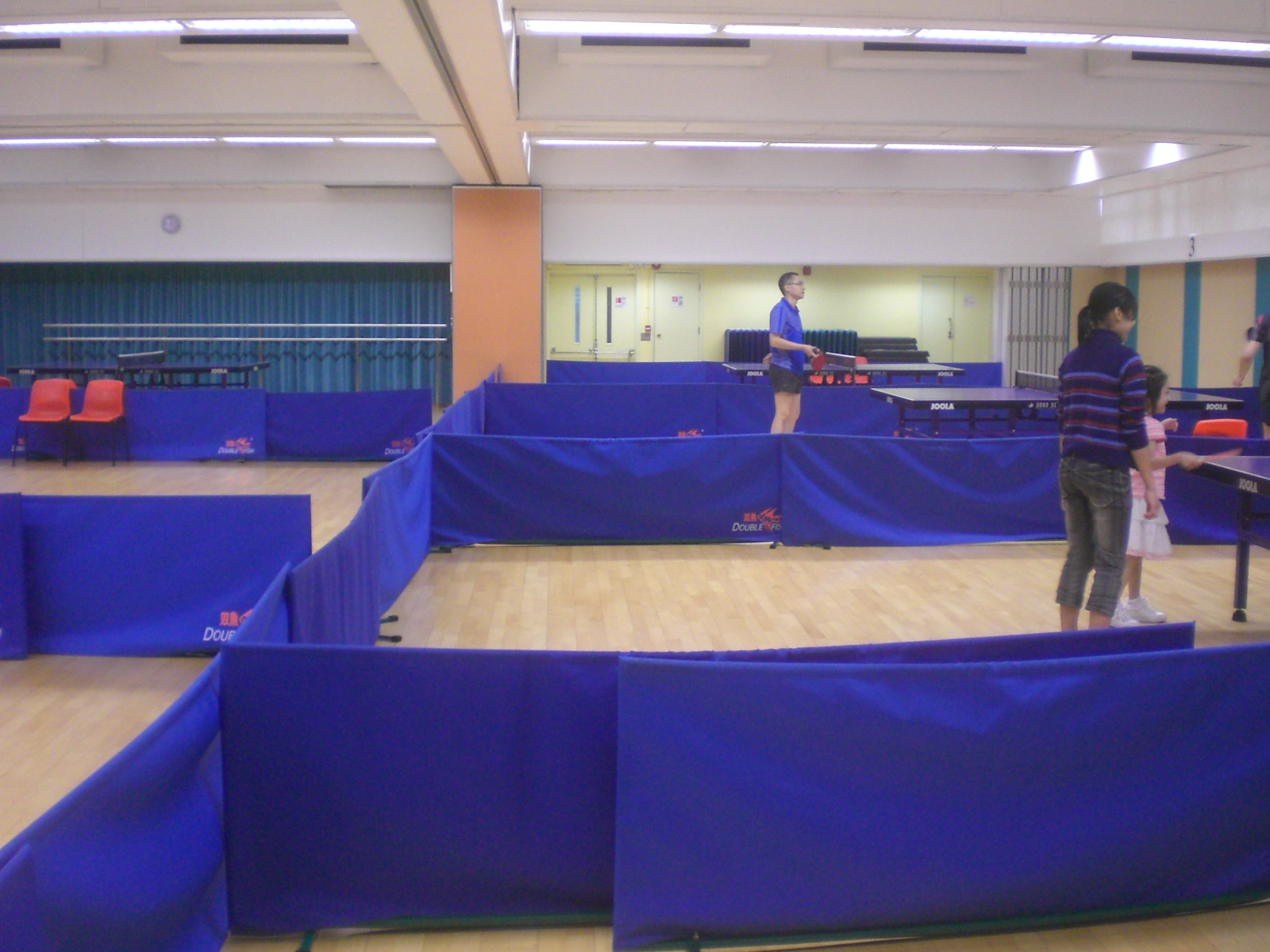
Séparations dans une salle d'entrainement.
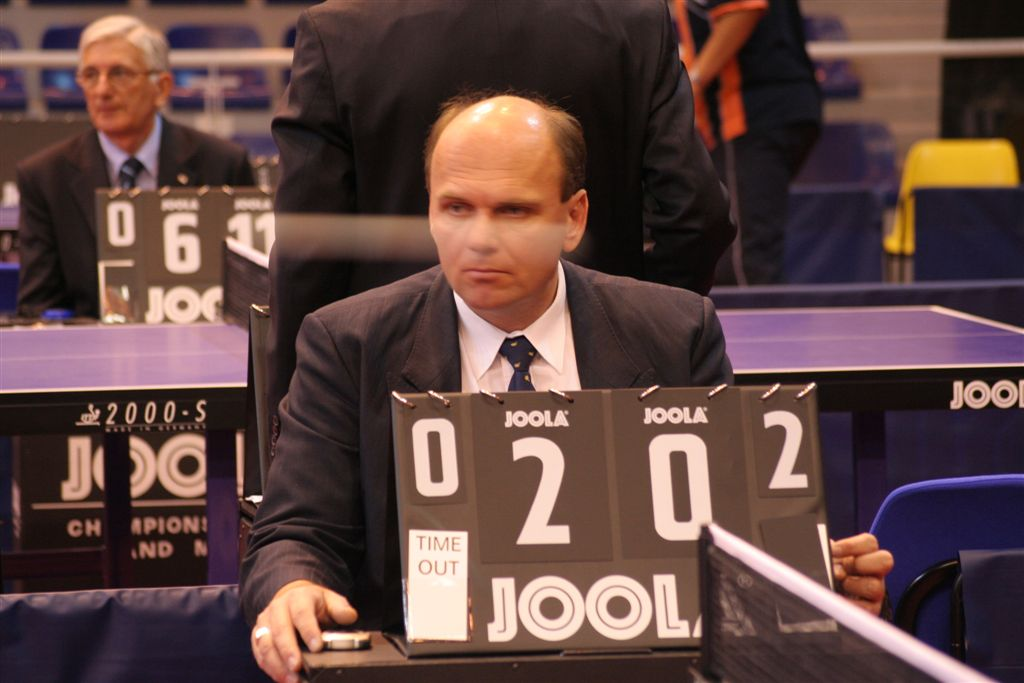
Arbitre utilisant un marqueur.
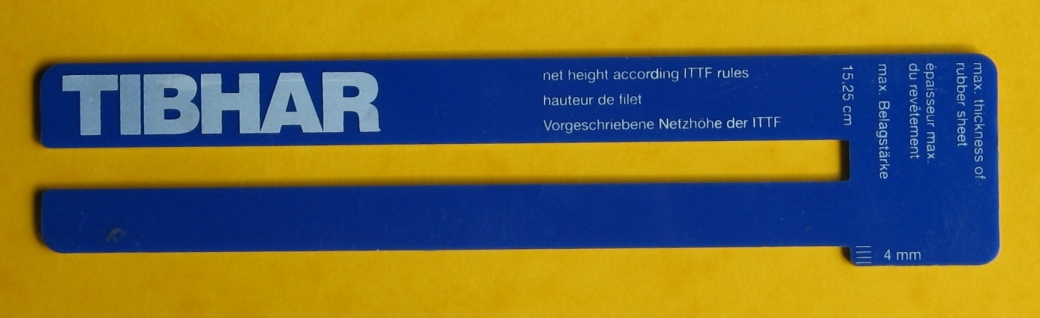
Une pige pour contrôler la hauteur du filet et l'épaisseur des revêtements.

### Matériel individuel
Le seul matériel indispensable à un pongiste est sa raquette et sa tenue de sport. Il doit en plus se munir de sa licence pour pouvoir participer à une compétition officielle.

#### Tenue

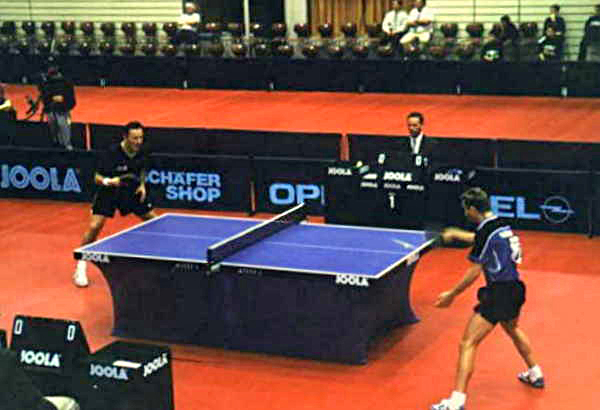
Jean-Michel Saive (à gauche) et Kalínikos Kreánga (à droite) lors d'une compétition officielle.

La tenue de jeu se compose d'un short ou d'une jupette, d'une chemisette, de chaussettes et de chaussures de sport « indoor ». Lorsque l'on fait partie d'un club, on doit également avoir le maillot du club pour les compétitions par équipe ou individuelles. En effet, le règlement impose que tous les joueurs d'une équipe d'un club portent le même maillot, de même que les deux joueurs d'un double s'ils sont du même club. La couleur du maillot doit être nettement différente de celle de la balle. En dernier recours la décision de conformité de la tenue revient au juge arbitre de la rencontre.

#### Raquette

Raquette de tennis de table.

La forme de la raquette, sa dimension et son poids ne sont pas réglementés, seule l'épaisseur des revêtements est limitée à quatre millimètres.
Les revêtements en caoutchouc mousse apparaissent en 1951 et inaugurent une modernisation du matériel jusqu’à nos jours avec les colles rapides à solvant qui seront interdites.
Le corps de la raquette, appelé « bois », doit être plat et rigide. Au moins 85 % de son épaisseur totale doit être en bois naturel. Les faces utilisées pour frapper la balle doivent être recouvertes d'un revêtement en caoutchouc d'un seul tenant, d'épaisseur et de couleur uniforme, une des faces est obligatoirement noire, et l'autre peut désormais être d'une couleur autre que le rouge vif, telle que le bleu, le vert ou encore le violet, mais pas noire. Entre le revêtement et le bois, il est fréquent d'avoir une épaisseur de mousse synthétique. Les fédérations publient chaque année une liste des revêtements autorisés.
Les plaques et les bois sont choisis en fonction du style de jeu recherché : on distingue le jeu offensif (jeu rapide mais peu de contrôle de la balle), le jeu défensif (bon contrôle mais balles plus lentes) et le jeu allround (vitesse moyenne et contrôle correct). On considère généralement que les plaques sont responsables à 80 % du style de jeu, et le bois 20 %.
Les joueurs pouvaient en plus utiliser des colles spéciales dont le solvant influe sur l'élasticité des plaques en gonflant les alvéoles de la mousse (le collage est interdit en compétition depuis 2008). Ceci avait pour résultat d'augmenter la vitesse de frappe ou l'amplitude des effets. Ces colles ne sont efficaces que quelques heures au mieux pour donner tout leur potentiel ; il existe aussi des colles rapides dont l'effet est de dix jours qui prennent un peu plus de temps pour sécher. Les colles à base de solvants (les « COV ») sont interdites dans toutes les compétitions par les règlements de l'ITTF depuis la fin des Jeux olympiques de Pékin en 2008.
Les débutants utilisent souvent des raquettes achetées toutes faites (plaques et bois), peu chères car assemblées en série et facilement disponibles dans les grands magasins. Après un peu de pratique et une meilleure connaissance de son style de jeu, un joueur préfère une raquette personnalisée, c'est-à-dire dont il a choisi lui-même le bois et chacun des deux revêtements parmi les nombreux modèles proposés par les catalogues des fabricants.
Pour désigner une raquette de tennis de table, on utilise parfois le terme « palette ».
Revêtement de la raquette

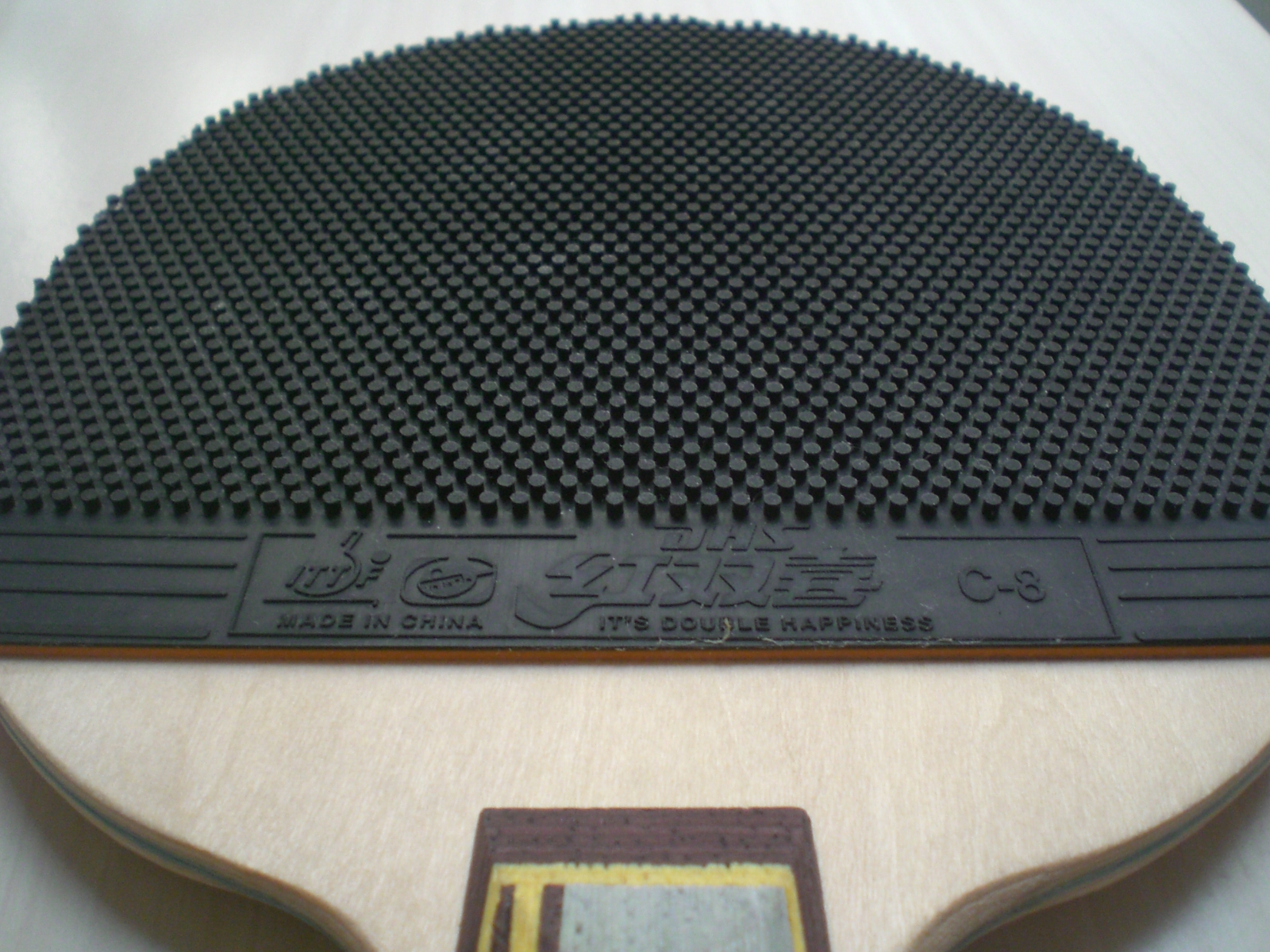
Revêtement picots longs (Double Happiness C-8).

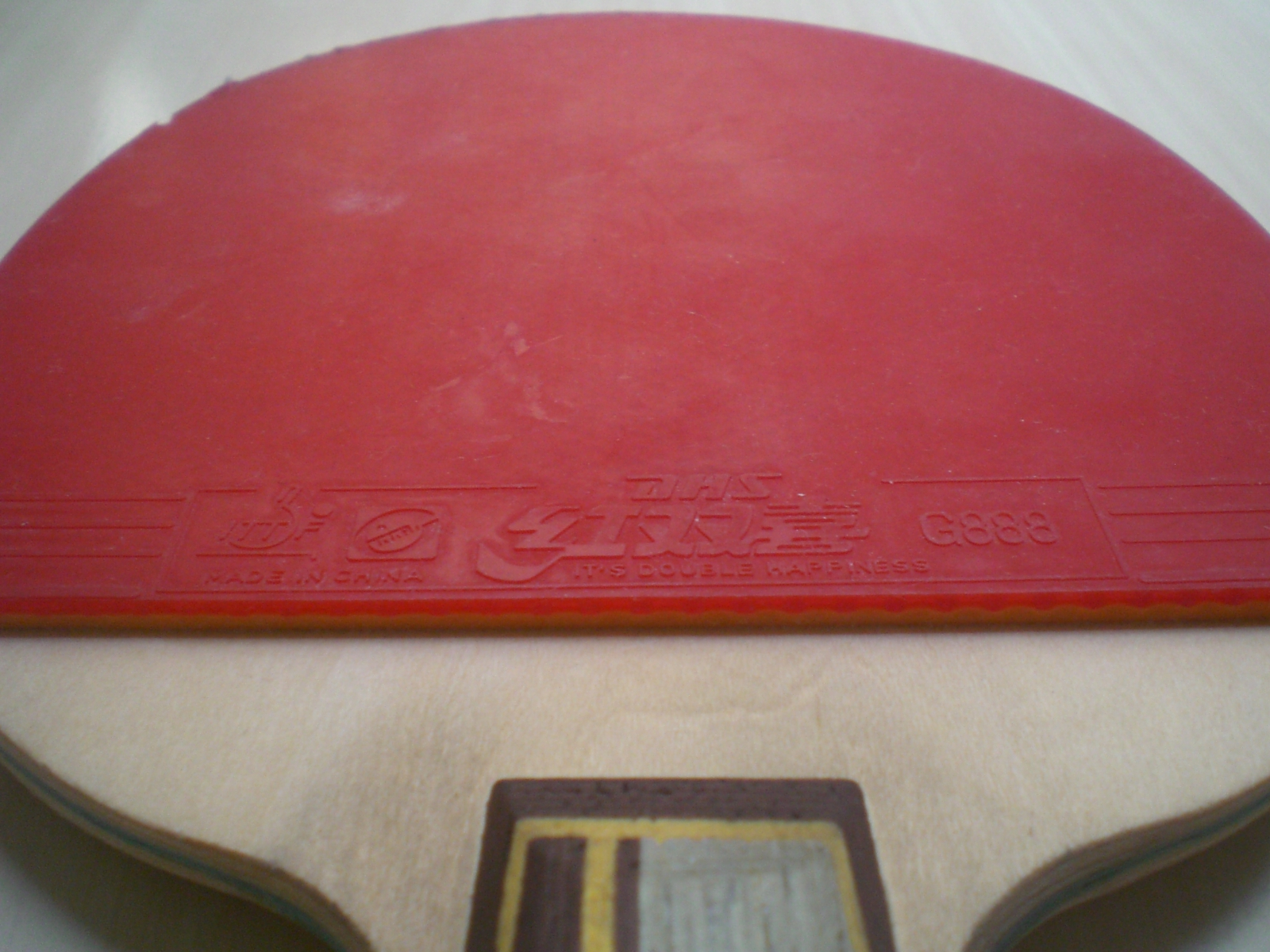
Revêtement picots retournés « backside » (Double Happiness G888).

Le revêtement fait l'objet d'un soin particulier : c'est lui qui est au contact de la balle et qui donne le plus de sensations. Il se compose d'une surface extérieure au contact de la balle, et souvent d'une mousse synthétique intercalée entre cette surface et le bois de la raquette. Un revêtement possède deux caractéristiques : son adhérence (qualité du contact entre la balle et le revêtement) et la vitesse à laquelle il est capable de renvoyer la balle. En se combinant, ces caractéristiques se traduisent par les qualités suivantes recherchées par les pongistes : capacité à renvoyer la balle dans une direction précise (on parle de la capacité à bien placer la balle), capacité à donner de l'effet à la balle, et vitesse de renvoi.
Pour les revêtements, la classification la plus courante et la plus évidente se base sur l'apparence physique du revêtement. Il existe ainsi :
- le « picot long » : le caoutchouc est composé de petites piques disséminées régulièrement sur la surface du caoutchouc qu'on appelle des picots. La hauteur des picots est uniforme pour un même revêtement, mais il existe plusieurs hauteurs de picots. Historiquement, ce sont les premiers revêtements en caoutchouc qui sont apparus. Les picots donnent à la balle un effet « flottant » déstabilisant pour l’adversaire : sa spécificité est d’inverser l'effet mis par l'adversaire : une balle liftée revient coupée et inversement ;
- le « soft » : revêtement avec des picots très courts et plus larges, qui permet un jeu à base de frappe, de contre à la table ou de bloc[41]. La plupart des défenseurs utilisent le soft pour défendre loin de la table;
- le « picot mi-long » : revêtement hybride entre le soft et le picot long, il permet un jeu déstabilisant à base de balles fusantes mais il permet aussi un jeu à base de contre ou de frappe sans ou avec très peu de rotation ;
- le « backside » ou picot retourné : le picot est collé sur la mousse, et on joue avec le côté plat du revêtement ; c'est de loin le revêtement le plus répandu et le plus facile à prendre en main, du moins pour les revêtements les plus courants. Sa caractéristique essentielle est son adhérence : pour ce revêtement très populaire, les fabricants proposent un vaste choix, allant des revêtements très adhérents (offrant en général beaucoup de contrôle sur la balle) à des revêtements lisses, sans adhérence (cf. le revêtement antitop) ;
- l’« antitop » : c'est un revêtement très lisse de type « backside », très peu adhérent. Sa particularité est de ne pas être sensible à l'effet imprimé par l’adversaire ; la contrepartie est qu'il ne permet pas de mettre de la rotation dans la balle.

Certains revêtements de type "picots" sont devenus interdits par l'ITTF, jugés trop « gênants » et « incontrôlables » pour l'adversaire, en voici une liste :
Mais le revêtement est aussi caractérisé par sa mousse, qui se situe sous le caoutchouc. Il existe divers types de mousses :
- supersoft : Mousse très tendre, employée pour un retour rapide de la balle ou au contraire l'amortir lors du contact balle/raquette ;
- soft : Mousse tendre, permettant un bon contrôle de balle ;
- medium : Une mousse standard, avec un rapport équilibré entre vitesse et contrôle ;
- hard : Beaucoup de vitesse, moins de contrôle, offrant davantage de possibilités en topspin frappé.

Il est autorisé d'avoir un type de revêtement différent sur chaque face de la raquette. Seuls certains revêtements sont autorisés en compétition, la liste des revêtements autorisés est disponible sur le site de la fédération internationale. Il était obligatoire d'avoir une face rouge et une face noire afin de pouvoir différencier les revêtements utilisés par l'adversaire. Depuis octobre 2021, l'ITTF autorise les joueurs à jouer avec un revêtement bleu, vert, rose ou violet à la place du revêtement rouge. Il est cependant toujours obligatoire d'avoir un revêtement de couleur noir. De plus, un joueur peut avoir un seul côté muni d'un revêtement et laisser l'autre nu. Cependant il doit peindre son bois de la couleur opposée au revêtement et ne pas utiliser ce côté de la raquette sinon il perd le point.

#### Autres éléments du matériel individuel
Le tennis de table, sport d'intérieur, ne nécessite rien d'autre qu'une raquette et la tenue décrite ci-dessus. C'est donc un sport relativement économique pour les débutants, d'autant plus que l'on peut commencer avec des raquettes peu onéreuses. Les joueurs peuvent acheter une housse de protection pour préserver les revêtements de l'usure et des chocs, des chaussures plus adaptées, une petite serviette de bain pour éponger la sueur. Parmi les achats habituels, on note : les balles d'entraînement, des revêtements de rechange (un des principaux investissements), de la colle rapide (qui accélère la vitesse et la rotation des balles mais qui n'est plus autorisée en compétitions) et un produit d'entretien pour revêtement avec son éponge. Les colles rapides à base de solvants volatils sont interdites dans le monde entier depuis le 1er septembre 2008 car les solvants utilisés sont nocifs.

#### Licence
Pour les compétitions officielles, le joueur doit présenter sa licence avant le début de la compétition. Cette licence — au format d'une carte de crédit — affiche le numéro et le nom du club, son nom, son adresse, sa nationalité, son numéro de licencié, sa signature, son classement et sa catégorie.
Depuis la saison 2015-2016 en France, les licences sont informatisées et disponibles sur Internet ou sur l'application de la fédération française.

### Marques de matériel
Le principal matériel vendu est le revêtement de raquette, du fait de son importance dans le toucher de balle et de son renouvellement fréquent lié à l'usure. Viennent ensuite le bois, les balles et les colles. Toutes les marques ont plusieurs produits à leur catalogue. La grande distribution ne vendant souvent que du matériel de débutant ou de loisir (peu cher mais peu performant), les clubs s'approvisionnent auprès de distributeurs spécialisés qui proposent l'ensemble des produits et diffusent souvent un catalogue papier en complément d'un site Internet.
Parmi les principaux fournisseurs de matériels figurent Andro, Banco, Tecno Pro, Butterfly, Sanwei, Cornilleau, Donic, Dr Neubauer, Friendship (revêtements uniquement), Joola, Nittaku (balles et revêtements), Donier, Schildkröt, Tibhar, TSP, Stiga, Yasaka (tables, balles et raquettes) ou DHS.

## Techniques de jeu

### Prises de raquette
Les joueurs occidentaux jouent principalement avec une prise de raquette européenne. Le manche est tenu dans la main, l'index est tendu le long du bois. Les joueurs asiatiques jouent surtout en prise porte-plume. La raquette est tenue comme un « porte-plume ». Cette prise fait travailler dans un axe anatomique donnant beaucoup plus de mobilité, mais le côté revers (joué sur la même face que le coup-droit) est plus difficile à maîtriser. L'autre avantage est d'éviter le "point mort" qui existe lors du passage du coup droit avec le revers. Deux techniques existent en porte-plume, la technique « japonaise », où le majeur est étendu sur la face arrière de la raquette. Le manche est alors asymétrique, et une plaque de liège recouvre le côté non utilisé. Avec la technique chinoise, les doigts arrière sont repliés. Le manche est symétrique et très court. Les deux faces ont alors une mousse. Le joueur peut choisir sur chaque point ou selon qu'il est serveur ou relanceur avec quelle plaque il va jouer. Des joueurs chinois comme Jiang Jialiang, puis Liu Guoliang et Ma Lin, utilisant la prise porte-plume, sont capables de jouer très agressivement en topspin avec la face arrière. Certains joueurs comme Wang Hao ou Xu Xin ne jouent quasiment qu'en revers à l'envers. Néanmoins, beaucoup de jeunes chinois comme Ma Long ou Fan Zhendong utilisent la prise classique.

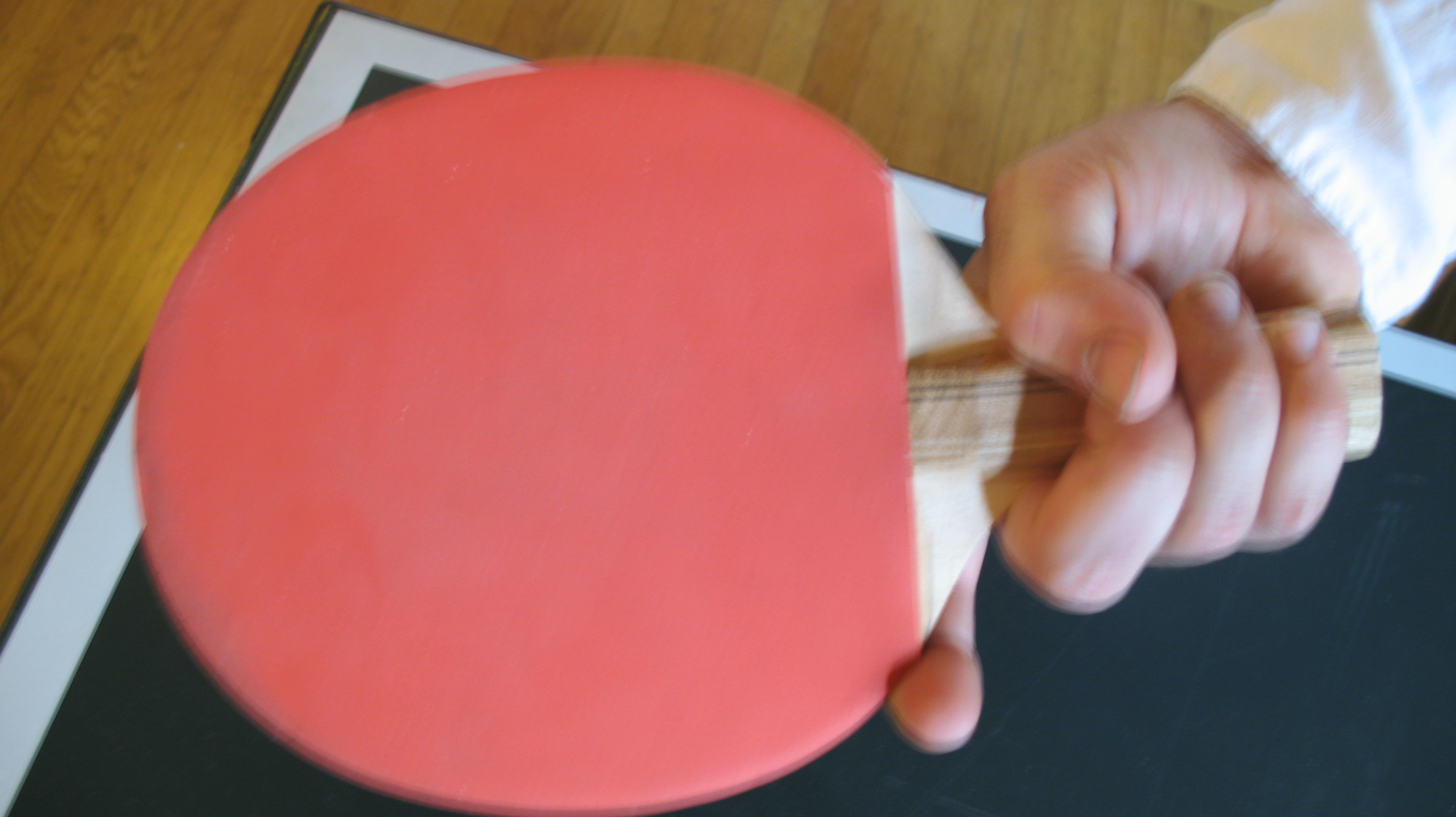
Prise orthodoxe (ou classique).
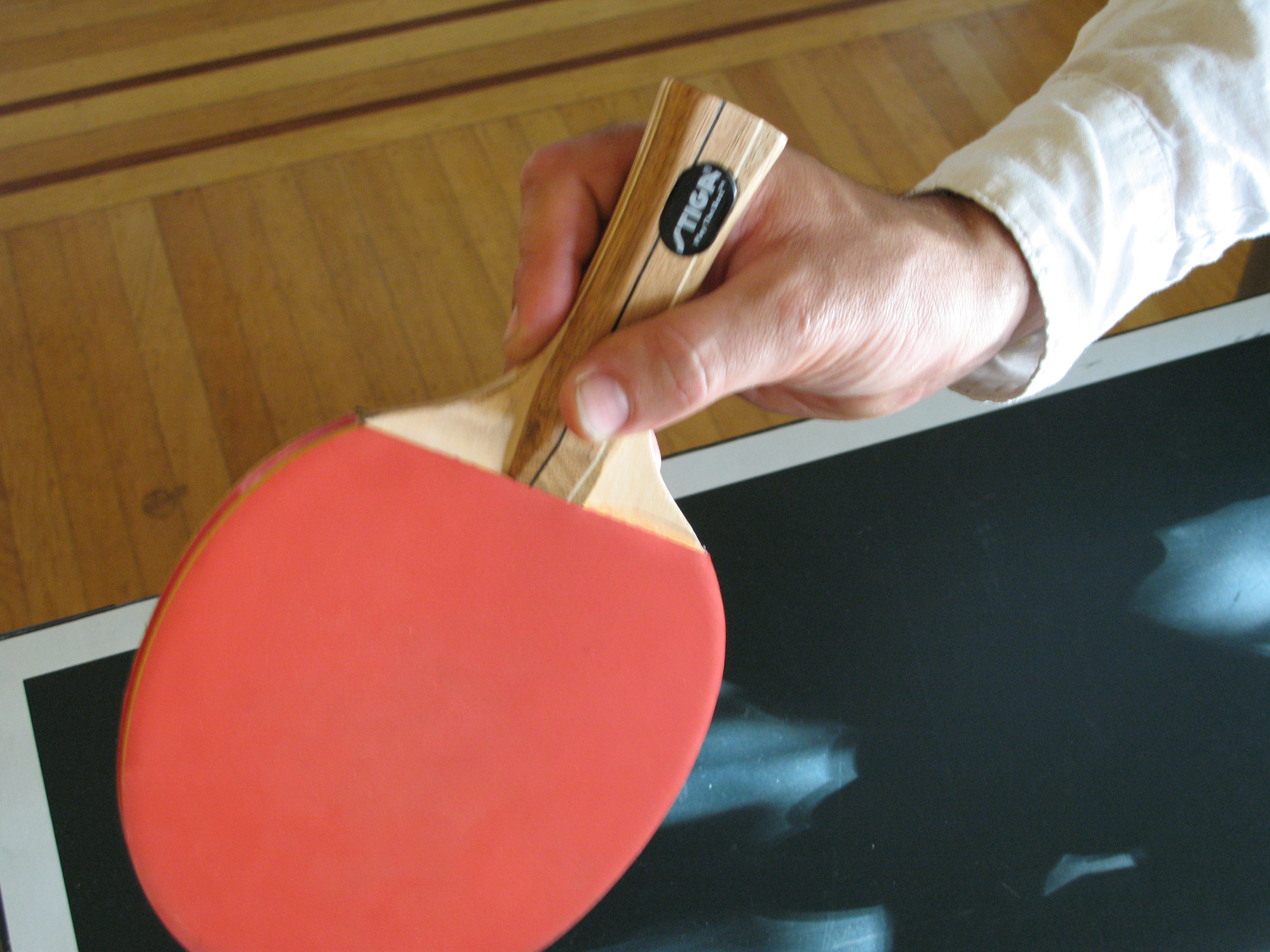
Prise porte-plume (ou chinoise).
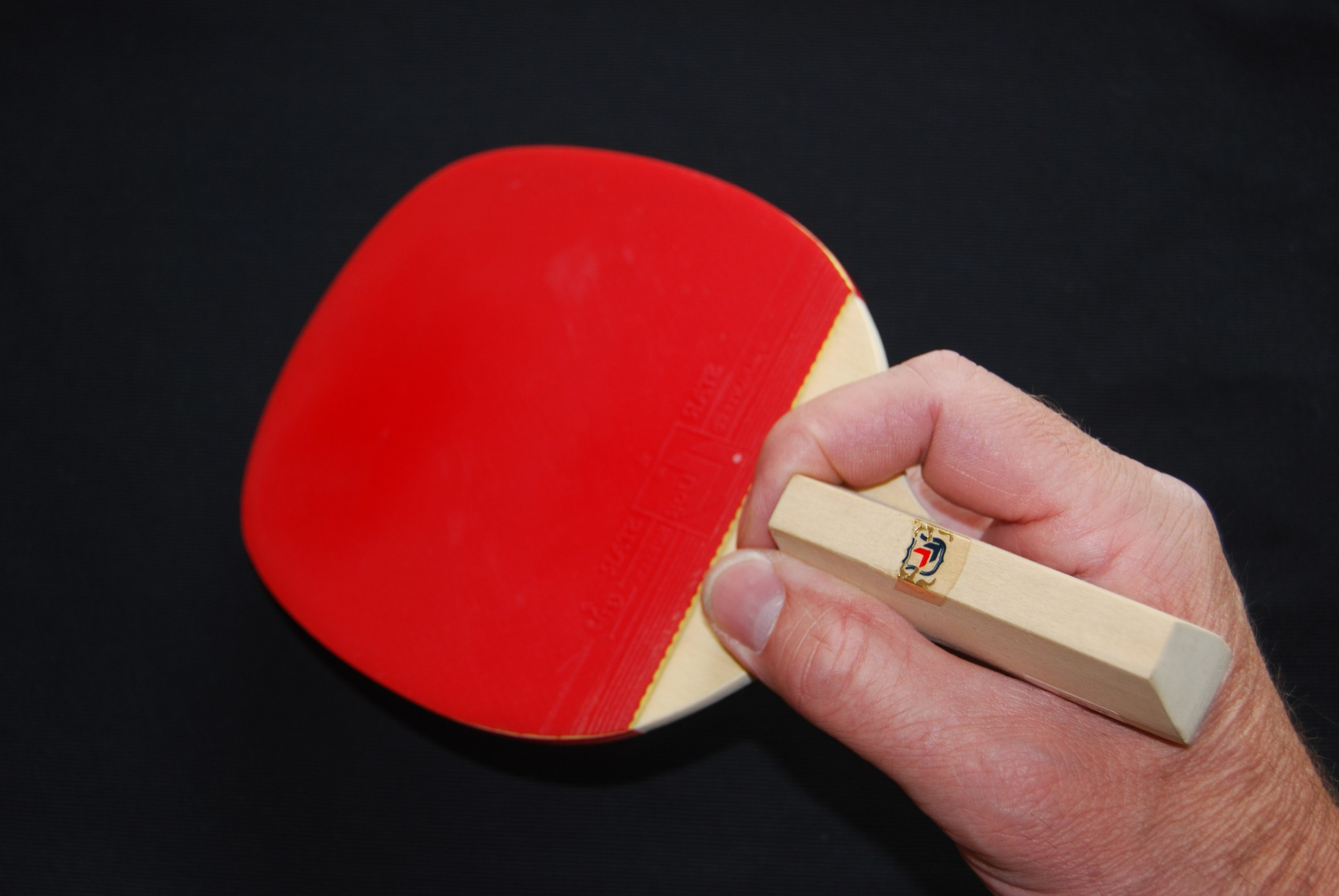
Prise japonaise (ou coréenne).

### Touché de balle, frappe de la balle et effets
Dans les premiers temps, les raquettes étant en bois brut, la balle est contrôlée uniquement par l'inclinaison de la raquette au moment de l'impact et par la puissance de frappe. Puis, le plastique tendre avec picots, mais sans épaisseur, qui recouvre le bois permet d'amortir davantage les coups. En 1902, l'utilisation de mousses synthétiques (collées entre le bois et le revêtement extérieur) augmente la vitesse de propulsion. Ensuite l'arrivée des revêtements lisses (picot tourné vers l'intérieur) améliore l'adhérence entre la raquette et la balle. Ainsi, progressivement, les joueurs peuvent varier les effets sur la balle et accélérer la vitesse des échanges. Les effets les plus courants sont le « coupé » et le « topspin ».

#### Backspin ou underspin (coupé)
Une balle coupée est frappée en mettant la raquette quasiment à l'horizontale et en passant en dessous de la balle. La raquette part du haut et s'avance vers le bas et en avant. Le coupé peut se faire soit :
- au-dessus de la table : on parle alors de « poussette ». Ce coup n'est en général possible qu'en début de point, quand la balle n'a pas encore acquis trop de puissance ;
- loin de la table : on parle alors d'un coup d'attente ou de défense, car il a pour effet de ralentir la balle, permettant à son auteur de se replacer correctement ou de préparer son prochain coup.

Dans les deux cas, le but est d'empêcher l'adversaire d'attaquer dans de bonnes conditions. En effet, une balle coupée a tendance à « plonger » dans le filet après son rebond ; plus la balle est coupée et plus l'adversaire va être obligé de la lever pour passer le filet, avec une marge étroite d'action : s'il ne lève pas assez la balle, elle part dans le filet ; s'il la lève trop, elle risque de sortir de la table ou d'être haute, ce qui permet en retour une frappe facile. Cela donne un avantage si l'adversaire n'est pas assez attentif. Mais il faut faire attention au retour si l'adversaire est un joueur expérimenté.

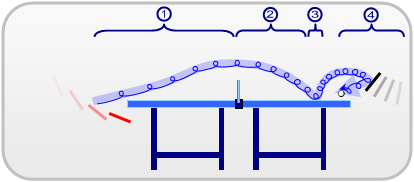
Décomposition des effets d'une balle coupée : la balle a tendance à « plonger » vers le bas.

#### Topspin
Variante apparue avec les raquettes à revêtement synthétique à picots (plus adhérent que les revêtements lisses), le topspin consiste à « frotter » la balle de bas en haut de manière à imprimer à la balle une rotation d'arrière en avant, c'est-à-dire que le contact entre la raquette et la balle soit le plus long possible grâce à un ample mouvement de « brosse » de sorte que la balle soit soumise à l'« effet Magnus ». Un bon topspin est un compromis entre frotter la balle le plus finement possible et une accélération au moment de l'impact. Si la raquette possède un revêtement adhérent, la balle va tournoyer en prenant une trajectoire parabolique : après être montée, elle va plonger très rapidement et accélérer en touchant la table, ce qui est déstabilisant pour l'adversaire. Pour renvoyer la balle sur la table, celui-ci est obligé de « fermer » l'angle de sa raquette (ce qu'on appelle « faire un bloc »), sinon la balle repart en montant encore plus (à cause de l'effet lifté) et sort. Un échange de balle en topspin amène la balle à une vitesse approchant les 200 km/h.
En général, lorsqu'un joueur reçoit une balle coupée longue, il renvoie soit en coupé soit en topspin.
Il existe un coup appelé un « contre topspin ». Lorsqu'un joueur effectue un topspin, son adversaire peut effectuer un autre topspin (s'il en a le temps), c'est un coup de contre-attaque. On peut différencier le « contre-top » à la table du « contre-top » effectué à mi-distance de la table. Ces deux coups sont réservés aux joueurs de bon niveau, et nécessitent une condition physique et une réactivité importantes.

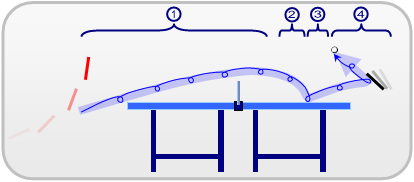
Décomposition des effets topspin :
1: phase ascendante
2: la balle redescend
3: rebond et accélération
4: bloc.

#### Side spin
Alternative au topspin, le side spin permet de donner un effet latéral à la balle en plus du lift. Il s'effectue presque comme un coup classique mais la raquette doit frotter la balle sur le côté, de l'arrière vers l'avant. Cette technique est difficile à réaliser mais si l'adversaire n'est pas attentif, il peut facilement se faire surprendre car, au lieu de monter, la balle part sur le côté. On effectue généralement le side spin (ou « topspin latéral ») en coup droit. Ce coup est souvent une technique appréciée des gauchers, car leur side spin arrive sur le revers adverse, avec de l'effet latéral qui force l'adversaire à se déplacer.
En prise porte-plume, le geste naturel du poignet favorise le side spin, et ce geste est aisé à réaliser pour une frappe dans la zone du ventre pongiste.

#### Dévié
Le plan de rotation de la balle est perpendiculaire à la trajectoire. Si on étudie le mouvement d'un point de la balle, il suit une trajectoire hélicoïdale.
Du fait de la difficulté d'appliquer cet effet, on ne le retrouve qu'au service : le service dévié. Bien dosé, ce service permet à la balle de tourner à près de 90° au second rebond. La rotation peut être vers la gauche ou vers la droite.

#### Frappe
Théoriquement, le joueur n'imprime aucun effet à la balle, le geste se fait à plat et permet de faire un coup rapide, pour surprendre l'adversaire et essayer de finir le point.

#### Flip
Le flip est effectué sur une balle courte, au-dessus de la table. C'est surtout avec le poignet que s'effectue le mouvement. Pour renvoyer une balle coupée, le flip est exécuté en passant par-dessous et en portant la balle avec le poignet : c'est un flip porté qui a pour caractéristique de retourner l'effet coupé à l'adversaire tout en envoyant une balle rapide. Si le service est lifté ou mou, on peut flipper en donnant une petite claque à la balle. Il est toujours long mais peut aussi être joué très croisé. Cependant, le flip n'est pas qu'une remise de service: il peut, en effet, être effectué sur n'importe quelle balle courte d'un échange. Le flip peut être exécuté du coup droit ou du revers. Dans les deux cas, avancer la jambe droite pour les droitiers et la jambe gauche pour les gauchers permet de gagner en « allonge ».
Des variantes du flip existent comme le flip "banane", qui donne un effet latéral à la balle.
Si la balle est très coupée, un topsin revers est souvent préférable.

### Tactique

#### Système de jeu
Il existe plusieurs tactiques de base au tennis de table. Les principales sont l'attaque, la défense et la contre-initiative. La distance par rapport à la table, appelée « ligne de sol », est un des principaux critères pour définir le système de jeu d'un pongiste.
Le jeu d'attaque consiste à prendre un maximum de risques dans le but de prendre son adversaire de vitesse. Les coups principalement utilisés par les attaquants sont le topspin et la frappe. Les revêtements de raquette utilisés par les attaquants sont des backsides très rapides avec une grosse épaisseur de mousse. L'Allemand Timo Boll ou le Français Jean-Philippe Gatien sont des joueurs offensifs dont le système de jeu est basé sur une grande prise de risque en coup droit.
Le jeu de défense consiste à provoquer la faute chez l'adversaire. Il s'agit en effet de remettre les coups offensifs de l'adversaire (topspin et frappe) le plus souvent possible afin que ce dernier finisse par commettre une faute. Les coups principalement utilisés par les défenseurs sont la poussette et la défense. Cette dernière est efficace lorsque le défenseur maîtrise la variation des effets : en effet, la défense peut être coupée, molle ou liftée. La défense molle est un coup très utile car, hormis le coup de poignet, elle s'exécute comme la défense coupée. Les joueurs pratiquant ce système de jeu jouent loin de la table et utilisent souvent une raquette combinée avec un backside mi-lent (pour attaquer et défendre) et un picot-long. À haut niveau, les défenseurs ne peuvent se contenter de jouer en défense et sont donc capables de prendre l'initiative et d'effectuer des coups offensifs efficaces. On peut citer comme exemples typiques de joueurs défenseurs le Sud-Coréen Joo Se Hyuk ou l'Autrichien Chen Weixing.
Le jeu de contre-initiative consiste à laisser l'initiative du jeu à l'adversaire afin de le contrer. Les coups principalement utilisés dans ce système de jeu sont les blocs et les contre-tops. Les principaux joueurs de contre-initiative sont le Suédois Jan-Ove Waldner et le Chinois Wang Tao.

#### Placement
Les bons joueurs savent utiliser les placements pour se mettre en position de force par rapport à l'adversaire, c'est-à-dire être toujours à la bonne distance de la balle quand elle arrive sur son côté de table, et à obliger l'adversaire à se mettre dans une position difficile pour lui : trop loin de la table ou trop sur le côté. Il s'agit de le faire se déplacer pour qu'il se fatigue, qu'il soit surpris ou qu'il perde de la précision ; en général cela consiste à le « balader » (terme consacré) de gauche à droite de la table ou à l'obliger à reculer puis à avancer précipitamment dans l'espoir qu'il se fatigue ou qu'il rate son renvoi. Le « ventre pongiste » (balle arrivant sur le joueur) est une zone où l'adversaire a le moins de possibilité de renvoyer une balle puissante, et qui permet de se procurer par la suite une balle d'attaque.

#### Choix du revêtement
Le choix des revêtements influence la tactique de jeu :
- un revêtement rapide s'adresse plutôt aux attaquants,
- un revêtement avec beaucoup de contrôle avantagera un défenseur.

Certains revêtements sont réputés pour déstabiliser l'adversaire. Bien utilisées, ces plaques permettent de déstabiliser un adversaire peu habitué à leur action. Cependant, pour être correctement utilisées, elles nécessitent une longue habitude d'utilisation et présentent malgré tout des faiblesses qu'un adversaire entraîné saura exploiter. Exemple :
- un « anti-top » va permettre d'annuler un topspin. Il s'utilise le plus souvent en raquette « combi », c'est-à-dire d'un seul côté seulement, l'autre étant un revêtement classique[54].
- un « picot long » catapulte la balle en lui donnant des effets difficilement prévisibles et bien souvent inversés.

#### Importance du service

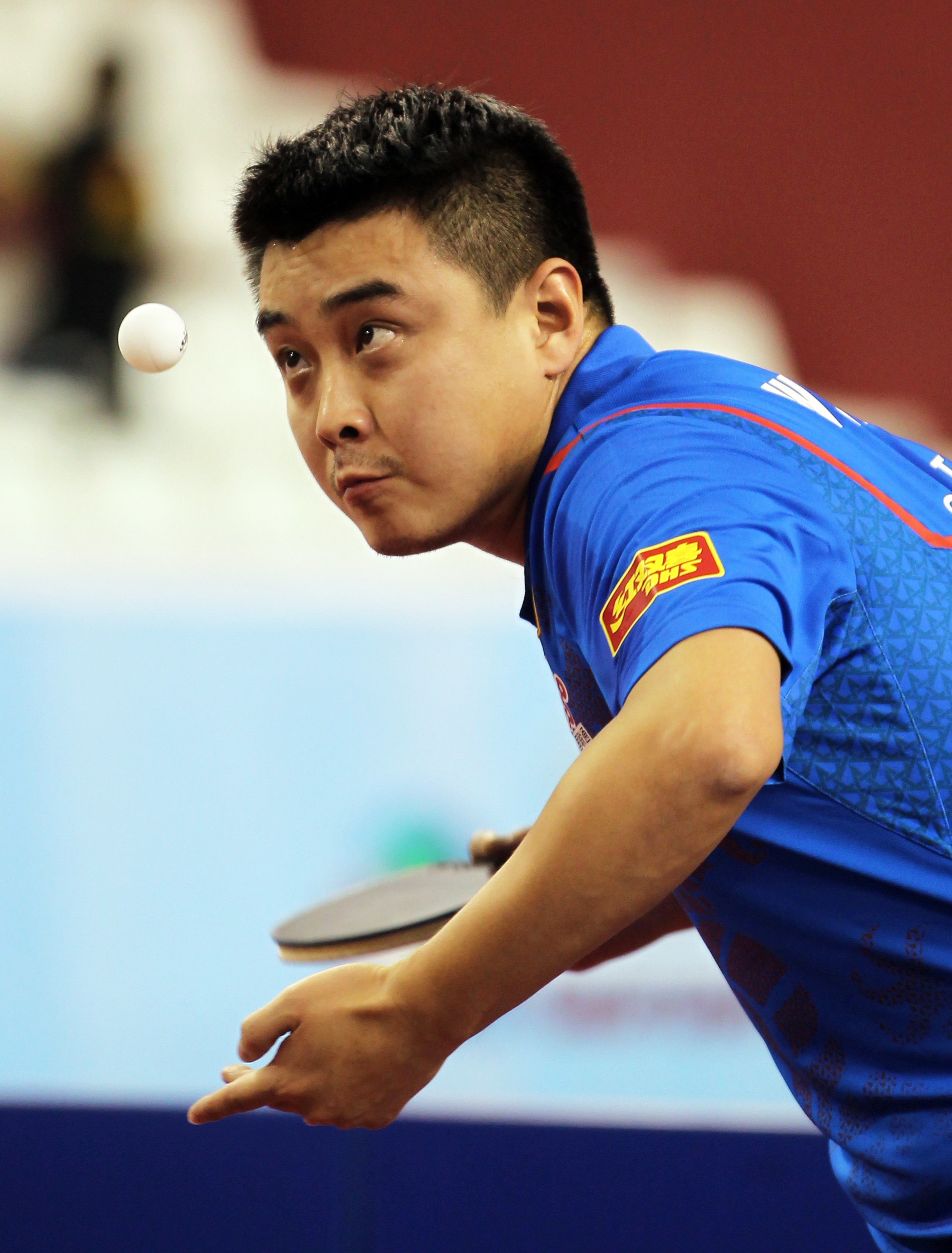
Le Chinois Wang Hao au service.

Le service est aussi un moment tactique crucial. Le serveur dispose d'un avantage important sur son adversaire puisque c'est lui qui décide de la vitesse et de l'effet donné à la balle, il prépare donc déjà sa deuxième balle. Il est impératif pour un joueur de soigner son service, car contrairement au tennis, le serveur ne bénéficie pas d'un deuxième service. Le plus souvent le service est accompagné d'un effet lifté, coupé ou latéral. Il permet au joueur qui sert d'obtenir de la part de son adversaire un « retour » qui lui convient.
La voie est étroite entre un service réussi mais trop facile pour l'adversaire qui prend ainsi le contrôle de l'échange, et un service rapide ou avec beaucoup d'effet, mais difficile à réussir. Bien servir est un apprentissage long et difficile, et se travaille au panier de balles durant de longues séances. Les entraîneurs diront que le service est le tiers du point car après avoir fait un service gênant on obtient généralement une balle facile à jouer qui permet de clore le point (trois touches de balle pour faire un point).
De nombreux types de service sont possibles : service coupé (souvent court), lifté (court ou long), rentrant (court ou long), « service mou » (court ou long), latéral (court ou long), service « marteau » (court ou long, lent ou rapide), service « sauté » (long et lent), service sortant (court ou long et lent ou rapide), service « bombe » (service très rapide auquel un des effets précédents peut être ajouté), etc.
Tous ces services peuvent être effectués du coup droit ou du revers (sauf le rentrant qui est un service coup droit).
D'après une étude réalisée par François Orfeuil, entraîneur national, 23 % des points sont gagnés en une balle (service ou remise de service) et 35,6 % en deux balles (service ou remise puis coup fort) ce qui montre bien l'importance du service dans le tennis de table moderne.

#### Gestion de l'effort
Une compétition est un moment d'intense activité musculaire, cardiaque et nerveuse, et la consommation d'énergie est importante. Il est important de penser à renouveler cette déperdition (boisson, nourriture légère) et de savoir réguler ses efforts pour rester performant sur l'ensemble des parties à jouer. Il existe une préparation spécifique pour le tennis de table, qui nécessite des efforts brefs mais intenses et répétés.

### Risques de blessures et contre-indications
Le principal risque d'accident ou blessure est l'entorse de la cheville ou les différentes pathologies du poignet. Les seules contre-indications sont anatomiques (lombalgies) ou physiologiques de type cardiaques. Il est possible de pratiquer y compris en compétition jusqu'à un âge relativement avancé, comme le montre l'exemple de Marty Reisman, champion de hardbat des États-Unis à l'âge de 67 ans.

### Techniques d'entraînement

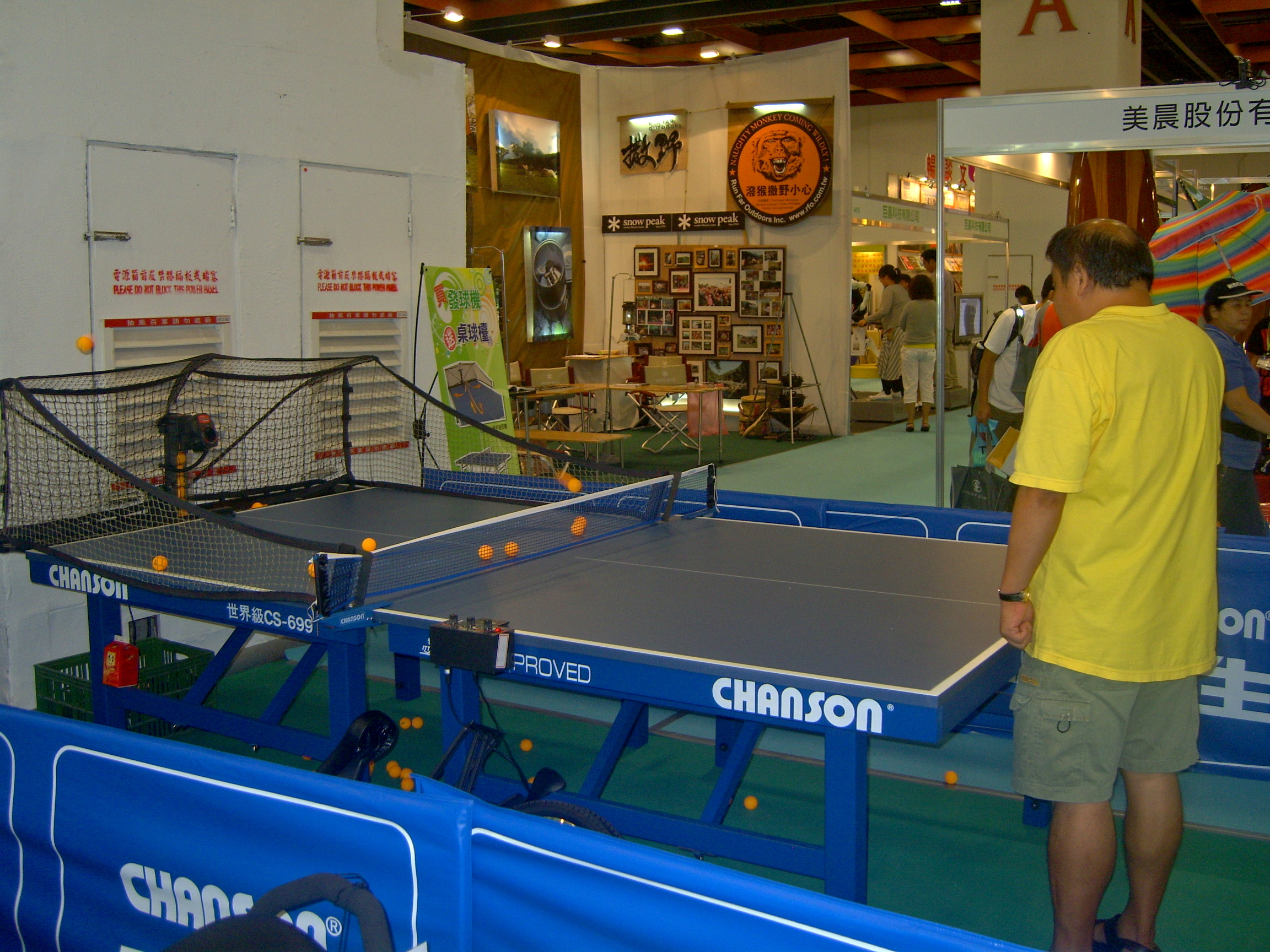
Un robot d'entrainement au tennis de table.

Il y a plusieurs types d'entraînement. Une première méthode est l'entraînement individuel, avec des paniers de balles et un robot ou avec un entraîneur. Une autre technique plus classique pour s'entraîner est l'entraînement avec un partenaire pour travailler les schémas de jeu.
L'intérêt de l'entraînement est d'acquérir une bonne technique de frappe (bonne position du corps et de la raquette) adaptée au résultat recherché (attaque, défense, etc.) et utilisable quasiment sans réflexion (acquisition d'automatismes). Les automatismes, indispensables pour un jeu où la balle atteint des vitesses difficiles à suivre pour l'œil, s'acquièrent à l'entraînement grâce à la répétition d'un même geste, l'entraîneur étant là pour montrer la bonne position du corps et de la raquette.
Cependant un des points essentiels d'un entraînement efficace est de varier les situations et les partenaires d'entraînement, car la répétitivité de certains enchaînements peut conduire à un manque d'adaptation à des situations nouvelles ; d'autre part la répétitivité limite le développement des habiletés motrices, et peut nuire également à la motivation des joueurs.

## Classement des joueurs et types de compétitions
Les joueurs licenciés se voient attribuer un classement reflétant en principe leur niveau, et permettant en particulier de les répartir en différentes catégories lors de compétitions ou de tournois. Le système est différent suivant les pays ; pour les compétitions internationales, la fédération internationale publie un classement chaque mois, basé sur les résultats des joueurs lors des compétitions officielles. Les principales compétitions internationales sont le championnat du monde individuel et par équipes qui ont lieu tous les deux ans en alternance, et le tournoi olympique depuis 1988 où sont décernés quatre titres : simple messieurs, simple dames, doubles masculins et féminins jusqu'en 2004, par équipes depuis 2008. En marge de ces compétitions les plus prestigieuses, la Coupe du monde de tennis de table réunit tous les ans seize participants, dont les champions de chaque continent et les meilleurs joueurs du moment. Le système de classement international est utilisé jusqu'aux compétitions continentales comme le Championnat d'Europe de tennis de table ou le Pro Tour, qui est une série de tournois organisés dans différents pays pour les pongistes professionnels.
En 2020, 3 nouveaux circuits de compétitions sont mis en place, les World Table Tennis Series, les WTT Feeders Series et les WTT Youth Series,. Celles-ci sont gérées par la filière commerciale et évènementielles de l'ITTF, la société WTT et ont une structure similaire au circuit ATP en tennis avec par exemple 4 tournois majeurs les WTT Grand Smashes qui s'apparentent aux 4 tournois du grand chelems.

### Tenants du titre dans les principales compétitions
| Compétition                                    | Tenant du titre messieurs | Tenant du titre dames |
| ---------------------------------------------- | ------------------------- | --------------------- |
| Numéro 1 au classement mondial (décembre 2024) | Wang Chuqin               | Sun Yingsha           |
| Jeux olympiques 2024                           | Fan Zhendong              | Chen Meng             |
| Jeux olympiques par équipes 2024               | Chine                     | Chine                 |
| Championnats du monde individuel 2025          | Wang Chuqin               | Sun Yingsha           |
| Championnat du monde par équipes 2024          | Chine                     | Chine                 |
| Coupe du monde 2025                            | Hugo Calderano            | Sun Yingsha           |
| Coupe du monde par équipes 2019                | Chine                     | Chine                 |
| Championnats de Chine 2021                     | Fan Zhendong              | Wang Manyu            |
| Pro-Tour 2020                                  | Ma Long                   | Chen Meng             |
| Championnat d'Europe 2024                      | Alexis Lebrun             | Sofia Polcanova       |
| Championnat d'Europe par équipes 2023          | Suède                     | Allemagne             |
| Jeux européens 2023                            | Félix Lebrun              | Bernadette Szócs      |
| Jeux européens par équipes 2023                | Allemagne                 | Roumanie              |
| Championnats de France 2024                    | Alexis Lebrun             | Camille Lutz          |

### Systèmes de classement
En Belgique le système de classement est basé sur un code composé d'une lettre et un chiffre, avec des variantes suivant la fédération considérée. En France, les joueurs licenciés sont répartis en trois séries : la série nationale comprend les joueuses numérotées 1 à 300 et les joueurs numérotés 1 à 1 000, la série régionale qui comprend les joueuses et joueurs classés 13 et plus et non numérotés (ayant donc plus de 1 300 points, et moins de 2060 points environ), et la série départementale qui comprend les joueuses et joueurs classés 12 à 5. Un joueur ou une joueuse commençant le tennis de table démarre avec 500 points sur sa licence. Il ou elle est donc « classé(e) 5 ». Chaque partie remportée rapporte entre 0 et 60 points qu'il faut pondérer par un coefficient (allant de 0,5 jusqu'à 1,5) en fonction du type de compétition; chaque partie perdue coûte entre 0 et 43,5 points selon la différence de points avec l'adversaire (suivant le coefficient de la compétition cela peut être plus). Une victoire sur un joueur mieux classé est appelé une performance ou une « perf » dans le langage courant. Une défaite contre un joueur moins bien classé est appelée une contre-performance ou plus simplement une « contre ». En Suisse, les joueurs licenciés reçoivent un classement composé d'une lettre et d'un nombre, allant de D1 (le moins fort) à A20 (le plus fort) : D1-D5, C6-C10, B11-B15, A16-A20. Un classement par points (appelé Ranking) existe pour les joueurs classés A ou B.

## Records en tennis de table
La Japonaise Ai Fukuhara a détenu le record du plus grand nombre d'échanges en 1 minute avec 173 touches de balles; ce record a depuis été battu par les japonaises Mima Ito et Tacshow Araj avec 180 touches de balle en une minute le 13 novembre 2011,. Ce record a été battu encore une fois lors de l'Open du Qatar par Li Jie et Hitomi Sato lors d'un échange durant 10 minutes et 13 secondes avec pas moins de 766 touches de balle, Le plus grand nombre d'échanges en 24 heures est détenu par le Français Emmanuel Crétier avec 53 630 échanges lors du Téléthon 2013. Le plus long match en simple a duré 132 heures et 31 minutes, par Danny Price et Randy Nunes, dans le New Jersey, aux États-Unis, entre le 20 et le 26 août 1978 (hors règle d'accélération, instaurée en 1948). Le set le plus long disputé lors des Jeux olympiques depuis le passage aux sets de 11 points a été remporté par le Slovène Bojan Tokič contre l'Allemand Dimitrij Ovtcharov en 26 minutes sur le score de 33-31 au 4e tour du tournoi en simple des Jeux olympiques d'été de 2016. Le youtubeur Paul Gz détient le record de la durée de l'échange le plus long avec 14 heures, 43 minutes et 50 secondes depuis le 22 décembre 2024,.

## Joueurs notables au tennis de table
Les plus célèbres et les meilleurs pongistes mondiaux sont recensés dans le Temple de la Renommée à Lausanne.
Seuls une dizaine de pongistes (hommes et femmes) ont réussi le Grand Chelem (champion du monde, vainqueur de la coupe du monde et champion olympique. Parmi eux, un seul n'est pas chinois, il s'agit du Suédois Jan-Ove Waldner.
Le Chinois Ma Long, numéro 1 mondial en 2017 et vainqueur du Grand Chelem, est le pongiste qui est resté le plus longtemps à la première place mondiale, totalisant 64 mois en haut du classement, dont 34 mois sans interruption. Le dernier pongiste en activité ayant réussi le Grand Chelem est Fan Zhendong, grâce à son titre olympique en 2024. Ma long est également le seul pongiste ayant remporté deux titres olympiques en simple ( 2016 Rio et 2021 Tokyo).

## Les femmes et le tennis de table

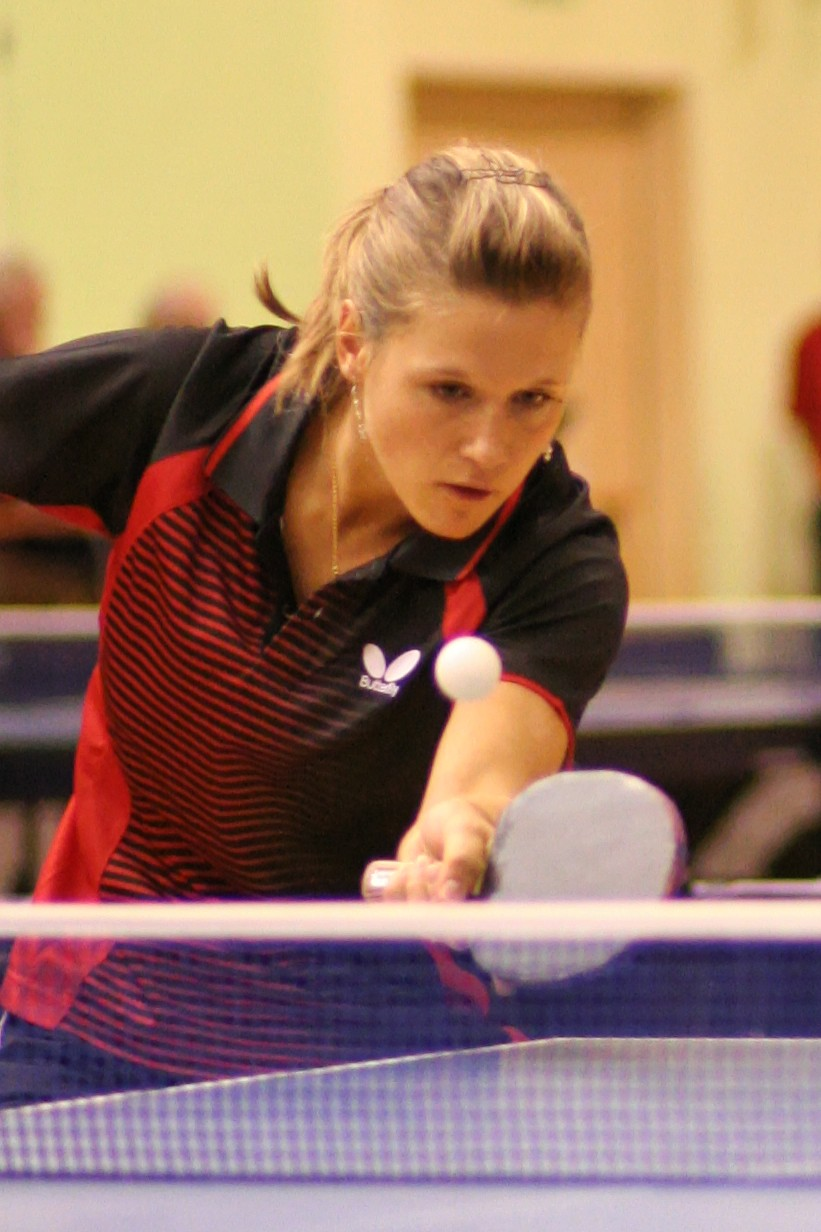
La Polonaise Natalia Partyka.

Dès le début de l'histoire du tennis de table, les compétitions ont comporté des catégories réservées aux féminines : première édition des championnats du monde en 1926 ou des championnats de France en 1928.
Une des caractéristiques (partagée avec d'autres sports de raquette) est l'existence de compétitions de double mixte.
Le tennis de table est un des sports où le taux de pratique par les femmes est le plus faible, avec seulement 30 %, soit moins que le basket-ball (33 %)  ou le tennis (32 %). Le pourcentage est encore plus faible si on tient compte uniquement des licenciées, à savoir 17 %, et même seulement 11,4 % si on ne comptabilise que des licences traditionnelles. En France, pour la saison 2022-2023, les féminines représentent 17 % de l'effectif total des licenciés. Cela est dû à des causes multiples, dont l'aspect duel lié à la compétition est probablement le plus important. Une étude de l'INSEP montre que les hommes sont davantage motivés par la compétition que les femmes. La plupart des joueuses pratiquant le tennis de table depuis moins de deux ans considèrent cette activité plutôt comme un loisir ou un amusement, mais celles qui le pratiquent depuis plus de cinq ans se sentent plus concernées par des notions de progression et de compétition. Il faut noter que les instances dirigeantes, aussi bien nationales qu'internationales, se préoccupent de promouvoir la participation féminine au tennis de table, qu'elles ont bien perçu que c'est un enjeu majeur pour le développement de ce sport. Elles tentent d'atteindre l'objectif du Comité international olympique d'assigner au moins 20 % de femmes aux postes cadres. Le premier tournoi spécifiquement féminin a sans doute eu lieu dès 1931, mais la tendance a été rapidement l'organisation de compétitions mixtes. Le premier classement publié en 1928 montre bien la place accordée aux femmes, avec la présence de sept joueuses aux côtés des 19 joueurs de première série de l'époque, dont la plupart pratiquaient aussi le tennis.
Au niveau mondial, ce sont les Chinoises qui dominent de loin la discipline, en occupant les meilleures places du classement mondial et les titres mondiaux depuis de longues années: il faut remonter à 1993 pour trouver une championne du monde non chinoise, il s'agissait de la Coréenne Hyun Jung-hwa, c'est d'ailleurs le seul titre qui a échappé aux Chinoises depuis 1979. Un effort particulier avait été réalisé en Chine dans les années 1960 pour amener les jeunes filles à la pratique de la discipline.
Le tennis de table féminin se joue généralement en rythme et plus proche de la table que le style de jeu masculin. Il y a moins d'effet dans la balle et moins de puissance sur les frappes. Les joueuses à haut niveau sont plutôt axées sur la vitesse, le placement et le contrôle. Le système de jeu basé uniquement sur le bloc se retrouve uniquement chez les féminines.

## Variantes du tennis de table

### Hardbat
Il existe une discipline, le « hardbat », qui ressemble au tennis de table des années 1940 : seuls les revêtements à picots courts sans mousse sont autorisés, comme à l'époque de « l'Âge d'Or » (Golden Era) des années 1930-1940, avant l'apparition de la mousse dans les années 1950. Un des joueurs emblématiques de cette discipline est l'américain Marty Reisman (1930-2012).

### Ultimate ping

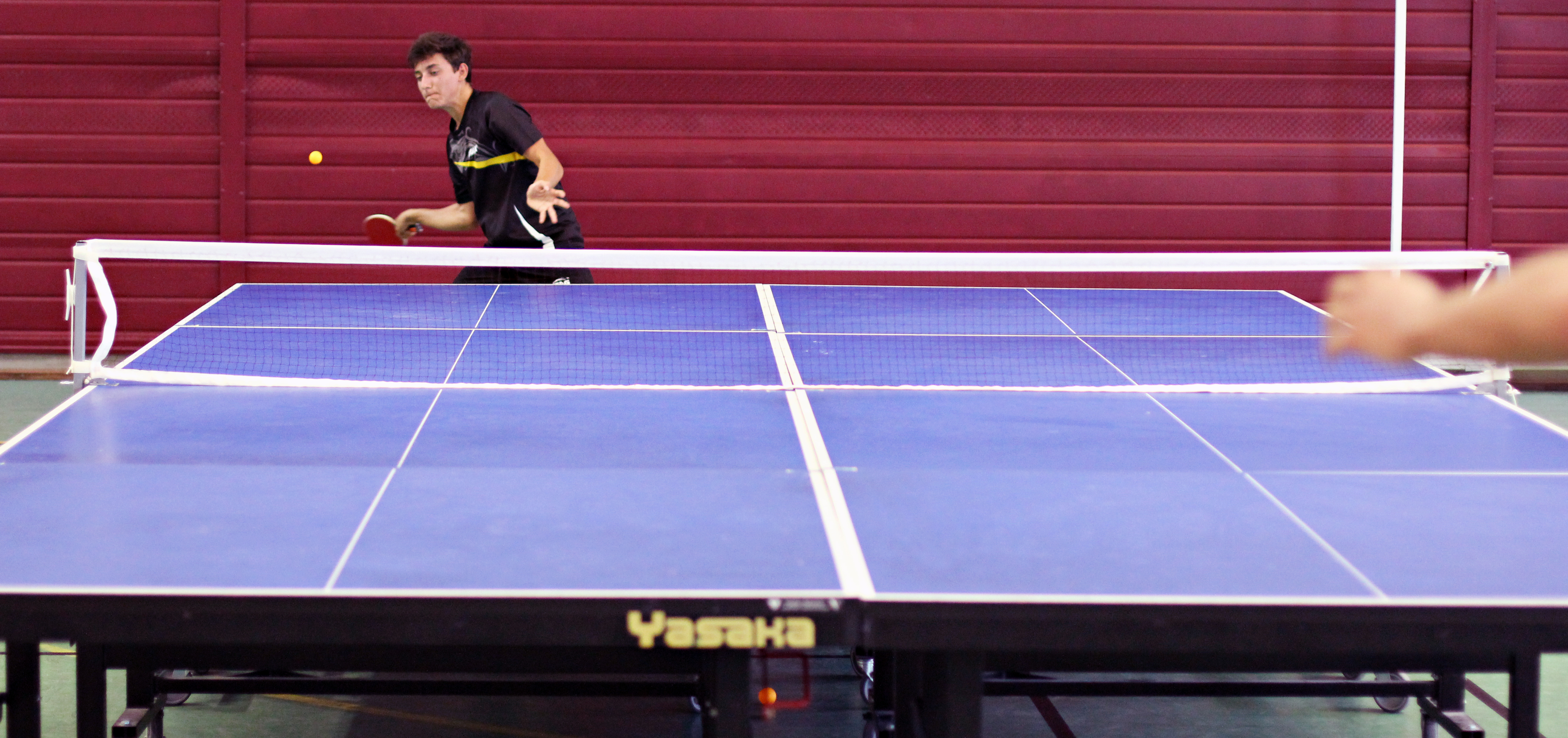
Ultimate ping.

L'ultimate ping, originaire d'Allemagne, est une variante qui se joue sur quatre tables mises côte à côte, avec un filet deux fois plus haut et plus large que le filet habituel : 350 cm de longueur sur 32 cm de hauteur.

### Bière-pong
Le bière-pong (en anglais Beer pong) est un jeu à boire d'origine américaine dans lequel les joueurs doivent lancer une balle de ping-pong à la main sur une table pour la faire tomber dans l'un des verres à bière situés à l'autre extrémité.

### Headis
Le headis ou tennis de tête est une variante qui se joue avec la tête et un ballon; le jeu conserve les mêmes règles que le tennis de table, à part le fait que les joueurs peuvent toucher la table et faire des volées, ce qui n'est pas autorisé en tennis de table.

## Autour du tennis de table

### Tennis de table en Chine
Mao Zedong, qui a encouragé la pratique du tennis de table en Chine (30 millions de pratiquants), a dit : « Considérez la balle comme la tête de votre ennemi capitaliste. Tapez dedans avec votre raquette socialiste et vous aurez gagné un point pour la mère patrie. »
En 1971, les Chinois ont invité les joueurs américains à un tournoi en république populaire de Chine. C'est ce qu'on appelle à cette époque la « diplomatie du ping-pong ». Elle est suivie par la première visite d'un président des États-Unis en Chine, Richard Nixon.

### Le tennis de table et les médias
Le tennis de table apparaît au cinéma dans des films comme Forrest Gump où il est fait allusion à la « diplomatie du ping-pong », ou d'autres comme Match Point (2005), Mongolian Ping Pong (2006), Balles de feu (2007) ou Pingpong, prix de la Semaine de la critique au Cannes en 2007.
La diffusion à la télévision française est relativement confidentielle, avec par exemple 53 minutes de temps d'antenne consacré à ce sport en 2003, à comparer aux 152 heures consacrées au tennis cette même année.
Des chaînes sportives diffusent ponctuellement les grands évènements comme les Jeux olympiques, les Championnats du monde de tennis de table ou les épreuves du pro-tour, en particulier sur Eurosport en Europe et CCTV-5 en république populaire de Chine. De plus en plus de compétitions sont diffusées en streaming.
Il existe également plusieurs mangas consacrés à ce thème, comme Ping Pong de Taiyō Matsumoto. Un manga Nommée Full drive fit son apparition dans les Shonen Jump mais celui-ci fut arrêté.

### Ping-pong et informatique

Écran du jeu "pong".

Sur un réseau informatique, le « ping » est une commande qui envoie un message à un serveur pour savoir si ce serveur est opérationnel. Si oui, le serveur enverra une réponse, parfois appelée "pong" dans certains protocoles de communication. Si non, aucune réponse n'a lieu et le serveur est considéré comme étant hors service.
Le ping-pong a inspiré le premier jeu vidéo à succès, Pong, jeu de tennis de table virtuel.

### Pratique du tennis de table en loisir
Le tennis de table est une activité de loisir très répandue, du fait de son faible coût et de sa simplicité. Sa pratique s'est répandue de façon à peu près égale dans toutes les catégories socio-culturelles. 17 % des familles en France possèdent une table de ping-pong et on estime à plus de trois millions le nombre de pratiquants occasionnels. La plupart des campings proposent une table d'extérieur. Une des variantes souvent pratiquée est la partie « tournante », lorsque les joueurs tournent autour de la table en renvoyant la balle chacun son tour, le joueur ne renvoyant pas correctement la balle étant éliminé. La pratique en loisir est reconnue pour contribuer à la diminution du stress et améliorer la qualité de vie, en particulier dans certains types de handicaps. À l'intérieur même des start-up, ou bien à l'université, le tennis de table est une activité très largement répandue. Les pratiquants utilisent des tables du quotidien sur lesquelles ils installent un filet. Il y a très peu de règles et les matchs sont relativement courts pour pouvoir affronter un maximum de partenaires (matchs en 3 points en général).

## Le tennis de table dans le monde

### Associations par continent
La Fédération internationale de tennis de table (ITTF) est structurée en cinq fédérations continentales, qui rassemblent 207 fédérations nationales au total, réparties de la façon suivante:
| Continent | Fédération                                     | Nombre d'associations |
| --------- | ---------------------------------------------- | --------------------- |
| Afrique   | Fédération africaine de tennis de table        | 45                    |
| Asie      | Asian Tennis Table Union (ATTU)                | 45                    |
| Europe    | European Table Tennis Union (ETTU)             | 57                    |
| Amérique  | Confédération Panaméricaine de Tennis de Table | 46                    |
| Océanie   | Oceania Table Tennis Federation (OTTF)         | 21                    |
| Total     | Total                                          | 207                   |

Jusqu'à récemment l'Amérique latine était représenté par l'Union d'Amérique latine de tennis de table (ULTM) et il n'y avait pas de fédération pour l'Amérique du Nord, mais des fédérations nationales, dont USA Table Tennis (USATT) aux États-Unis, et Table Tenis Canada (TTCAN) au Canada.
La présidente actuelle de la Fédération internationale est la Suédoise Petra Sörling depuis 2021, qui a succédé à l'Allemand Thomas Weikert qui avait présidé la fédération pendant 7 ans.

### Nombre de licenciés de quelques pays
Le tennis de table est l'un des sports les plus populaires du monde : plus de dix millions de joueurs participent à des tournois chaque année. Le nombre de pratiquants est estimé à vingt-deux millions dans le monde, ce qui placerait le tennis de table au 6e rang mondial.
| Pays               | Nombre de licenciés |
| ------------------ | ------------------- |
| Chine              | 10 000 000          |
| Ex-URSS            | 3 000 000           |
| Allemagne          | 630 000             |
| Indonésie          | 385 000             |
| Japon              | 300 000             |
| France             | 254 000             |
| Grande-Bretagne    | 220 000             |
| Ex-Tchécoslovaquie | 110 000             |

Pour la France, l'évolution du nombre de licenciés par sport est visible sur la page Sport en France#Nombre de pratiquants et nombre de licenciés.